# Lista över fornlämningar i Jönköpings kommun
Lista över fornlämningar i Jönköpings kommun är en förteckning av ett urval av de fornlämningar som finns i Jönköpings kommun.

## Angerdshestra
| Namn                              | Lämningstyp  | Tillkomsttid | Historisk indelning    | Plats | Läge                 | ID-nr          | Bild                                 |
| --------------------------------- | ------------ | ------------ | ---------------------- | ----- | -------------------- | -------------- | ------------------------------------ |
| Angerdshestra 9:1                 | Gravfält     |              | Angerdshestra, Småland |       | 57.677532, 13.869809 | 10056200090001 | Ladda upp en bild av detta fornminne |
| Angerdshestra 10:1                | Röse         |              | Angerdshestra, Småland |       | 57.678827, 13.870118 | 10056200100001 | Ladda upp en bild av detta fornminne |
| Angerdshestra 14:1                | Stenkrets    |              | Angerdshestra, Småland |       | 57.702743, 13.995168 | 10056200140001 | Ladda upp en bild av detta fornminne |
| Angerdshestra 14:2                | Stenkrets    |              | Angerdshestra, Småland |       | 57.702838, 13.995239 | 10056200140002 | Ladda upp en bild av detta fornminne |
| Angerdshestra 14:3                | Stensättning |              | Angerdshestra, Småland |       | 57.702741, 13.995395 | 10056200140003 | Ladda upp en bild av detta fornminne |
| Gröne Slätt (Angerdshestra 18:1)  | Gravfält     |              | Angerdshestra, Småland |       | 57.746312, 13.967812 | 10056200180001 | Ladda upp en bild av detta fornminne |
| Angerdshestra 20:1                | Gravfält     |              | Angerdshestra, Småland |       | 57.718038, 13.991028 | 10056200200001 | Ladda upp en bild av detta fornminne |
| Angerdshestra 21:1                | Gravfält     |              | Angerdshestra, Småland |       | 57.717677, 13.991732 | 10056200210001 | Ladda upp en bild av detta fornminne |
| Angerdshestra 28:1                | Gravfält     |              | Angerdshestra, Småland |       | 57.723175, 13.948563 | 10056200280001 | Ladda upp en bild av detta fornminne |
| Angerdshestra 54:1                | Gravfält     |              | Angerdshestra, Småland |       | 57.705736, 13.909111 | 10056200540001 | Ladda upp en bild av detta fornminne |
| Angerdshestra 73:1                | Stensättning |              | Angerdshestra, Småland |       | 57.678370, 13.868636 | 10056200730001 | Ladda upp en bild av detta fornminne |
| Angerdshestra 101:1               | Stensättning |              | Angerdshestra, Småland |       | 57.716843, 13.993236 | 10056201010001 | Ladda upp en bild av detta fornminne |
| Angerdshestra 112:1               | Stensättning |              | Angerdshestra, Småland |       | 57.735416, 13.967962 | 10056201120001 | Ladda upp en bild av detta fornminne |
| Tubbebo kvarn (Angerdshestra 127) | Kvarn        |              | Angerdshestra, Småland |       | 57.664288, 13.960875 | 12000000028894 | Ladda upp en bild av detta fornminne |

## Bankeryd
| Namn           | Lämningstyp                 | Tillkomsttid | Historisk indelning | Plats | Läge                 | ID-nr          | Bild                                 |
| -------------- | --------------------------- | ------------ | ------------------- | ----- | -------------------- | -------------- | ------------------------------------ |
| Bankeryd 1:1   | Grav markerad av sten/block |              | Bankeryd, Småland   |       | 57.862713, 14.046974 | 10056400010001 | Ladda upp en bild av detta fornminne |
| Bankeryd 1:2   | Stenkrets                   |              | Bankeryd, Småland   |       | 57.862619, 14.046978 | 10056400010002 | Ladda upp en bild av detta fornminne |
| Bankeryd 2:1   | Gravfält                    |              | Bankeryd, Småland   |       | 57.859597, 14.047861 | 10056400020001 | Ladda upp en bild av detta fornminne |
| Bankeryd 3:1   | Stenkrets                   |              | Bankeryd, Småland   |       | 57.860926, 14.047761 | 10056400030001 | Ladda upp en bild av detta fornminne |
| Bankeryd 3:2   | Grav markerad av sten/block |              | Bankeryd, Småland   |       | 57.860879, 14.047906 | 10056400030002 | Ladda upp en bild av detta fornminne |
| Bankeryd 3:3   | Stensättning                |              | Bankeryd, Småland   |       | 57.860819, 14.047774 | 10056400030003 | Ladda upp en bild av detta fornminne |
| Bankeryd 5:1   | Röse                        |              | Bankeryd, Småland   |       | 57.854484, 14.085394 | 10056400050001 | Ladda upp en bild av detta fornminne |
| Bankeryd 8:1   | Gravfält                    |              | Bankeryd, Småland   |       | 57.841606, 14.050948 | 10056400080001 | Ladda upp en bild av detta fornminne |
| Bankeryd 9:1   | Stensättning                |              | Bankeryd, Småland   |       | 57.853233, 14.133485 | 10056400090001 | Ladda upp en bild av detta fornminne |
| Bankeryd 30:1  | Grav markerad av sten/block |              | Bankeryd, Småland   |       | 57.850348, 14.079442 | 10056400300001 | Ladda upp en bild av detta fornminne |
| Bankeryd 30:2  | Grav markerad av sten/block |              | Bankeryd, Småland   |       | 57.850431, 14.080044 | 10056400300002 | Ladda upp en bild av detta fornminne |
| Bankeryd 31:1  | Stensättning                |              | Bankeryd, Småland   |       | 57.849472, 14.018852 | 10056400310001 | Ladda upp en bild av detta fornminne |
| Bankeryd 40:1  | Kyrka/kapell                |              | Bankeryd, Småland   |       | 57.850717, 14.114104 | 10056400400001 | Ladda upp en bild av detta fornminne |
| Bankeryd 108:1 | Grav markerad av sten/block |              | Bankeryd, Småland   |       | 57.856267, 14.049294 | 10056401080001 | Ladda upp en bild av detta fornminne |
| Bankeryd 108:2 | Stensättning                |              | Bankeryd, Småland   |       | 57.856414, 14.049291 | 10056401080002 | Ladda upp en bild av detta fornminne |
| Bankeryd 108:3 | Grav markerad av sten/block |              | Bankeryd, Småland   |       | 57.856272, 14.049296 | 10056401080003 | Ladda upp en bild av detta fornminne |

## Barnarp
| Namn                         | Lämningstyp                      | Tillkomsttid | Historisk indelning | Plats | Läge                 | ID-nr          | Bild                                 |
| ---------------------------- | -------------------------------- | ------------ | ------------------- | ----- | -------------------- | -------------- | ------------------------------------ |
| Barnarp 3:1                  | Grav markerad av sten/block      |              | Barnarp, Småland    |       | 57.697674, 14.225527 | 10056600030001 | Ladda upp en bild av detta fornminne |
| Barnarp 4:1                  | Stensättning                     |              | Barnarp, Småland    |       | 57.700556, 14.219870 | 10056600040001 | Ladda upp en bild av detta fornminne |
| Friarekullen (Barnarp 8:1)   | Stensättning                     |              | Barnarp, Småland    |       | 57.721047, 14.193092 | 10056600080001 | Ladda upp en bild av detta fornminne |
| Friarekullen (Barnarp 8:2)   | Stensättning                     |              | Barnarp, Småland    |       | 57.721077, 14.193292 | 10056600080002 | Ladda upp en bild av detta fornminne |
| Friarekullen (Barnarp 8:3)   | Stensättning                     |              | Barnarp, Småland    |       | 57.721127, 14.193454 | 10056600080003 | Ladda upp en bild av detta fornminne |
| Barnarp 9:1                  | Grav markerad av sten/block      |              | Barnarp, Småland    |       | 57.720322, 14.192590 | 10056600090001 | Ladda upp en bild av detta fornminne |
| Barnarp 12:1                 | Gravfält                         |              | Barnarp, Småland    |       | 57.723280, 14.149349 | 10056600120001 | Ladda upp en bild av detta fornminne |
| Jättastenarna (Barnarp 13:1) | Gravfält                         |              | Barnarp, Småland    |       | 57.714898, 14.146307 | 10056600130001 | Ladda upp en bild av detta fornminne |
| Barnarp 15:1                 | Röse                             |              | Barnarp, Småland    |       | 57.707775, 14.136489 | 10056600150001 | Ladda upp en bild av detta fornminne |
| Borgen (Barnarp 16:1)        | Hög                              |              | Barnarp, Småland    |       | 57.707432, 14.168814 | 10056600160001 | Ladda upp en bild av detta fornminne |
| Gjille kulle (Barnarp 22:1)  | Gravfält                         |              | Barnarp, Småland    |       | 57.669713, 14.165974 | 10056600220001 | Ladda upp en bild av detta fornminne |
| Barnarp 23:1                 | Stensättning                     |              | Barnarp, Småland    |       | 57.672124, 14.159242 | 10056600230001 | Ladda upp en bild av detta fornminne |
| Barnarp 23:2                 | Stenkrets                        |              | Barnarp, Småland    |       | 57.672245, 14.159286 | 10056600230002 | Ladda upp en bild av detta fornminne |
| Barnarp 23:3                 | Stensättning                     |              | Barnarp, Småland    |       | 57.672094, 14.159024 | 10056600230003 | Ladda upp en bild av detta fornminne |
| Barnarp 30:1                 | Gravfält                         |              | Barnarp, Småland    |       | 57.660754, 14.180897 | 10056600300001 | Ladda upp en bild av detta fornminne |
| Barnarp 37:1                 | Grav markerad av sten/block      |              | Barnarp, Småland    |       | 57.669168, 14.140481 | 10056600370001 | Ladda upp en bild av detta fornminne |
| Barnarp 52:1                 | Röse                             |              | Barnarp, Småland    |       | 57.715789, 14.155138 | 10056600520001 | Ladda upp en bild av detta fornminne |
| Barnarp 59:1                 | Hög                              |              | Barnarp, Småland    |       | 57.723866, 14.137847 | 10056600590001 | Ladda upp en bild av detta fornminne |
| Barnarp 59:2                 | Stensättning                     |              | Barnarp, Småland    |       | 57.723955, 14.138125 | 10056600590002 | Ladda upp en bild av detta fornminne |
| Barnarp 131:1                | Röse                             |              | Barnarp, Småland    |       | 57.652719, 14.125804 | 10056601310001 | Ladda upp en bild av detta fornminne |
| Barnarp 133:1                | Stensättning                     |              | Barnarp, Småland    |       | 57.646475, 14.193044 | 10056601330001 | Ladda upp en bild av detta fornminne |
| Barnarp 134:1                | Stensättning                     |              | Barnarp, Småland    |       | 57.646657, 14.185878 | 10056601340001 | Ladda upp en bild av detta fornminne |
| Barnarp 151:1                | Stensättning                     |              | Barnarp, Småland    |       | 57.664978, 14.173737 | 10056601510001 | Ladda upp en bild av detta fornminne |
| Barnarp 158                  | Husgrund, förhistorisk/medeltida |              | Barnarp, Småland    |       | 57.669800, 14.163885 | 12000000001912 | Ladda upp en bild av detta fornminne |
| Barnarp 200                  | Stensättning                     |              | Barnarp, Småland    |       | 57.667701, 14.173929 | 12000000051188 | Ladda upp en bild av detta fornminne |
| Barnarp 319                  | Stenkrets                        |              | Barnarp, Småland    |       | 57.716356, 14.156940 | 12000000064751 | Ladda upp en bild av detta fornminne |

## Bottnaryd
Se Lista över fornlämningar i Jönköpings kommun (Bottnaryd)

## Gränna
| Namn                      | Lämningstyp                 | Tillkomsttid | Historisk indelning | Plats | Läge                 | ID-nr          | Bild                                      |
| ------------------------- | --------------------------- | ------------ | ------------------- | ----- | -------------------- | -------------- | ----------------------------------------- |
| Gränna 5:1                | Stensättning                |              | Gränna, Småland     |       | 57.979580, 14.437931 | 10059600050001 | Ladda upp en bild av detta fornminne      |
| Gränna 5:2                | Stensättning                |              | Gränna, Småland     |       | 57.979150, 14.437927 | 10059600050002 | Ladda upp en bild av detta fornminne      |
| Gränna 7:1                | Stensättning                |              | Gränna, Småland     |       | 57.980473, 14.430061 | 10059600070001 | Ladda upp en bild av detta fornminne      |
| Gränna 8:1                | Gravfält                    |              | Gränna, Småland     |       | 57.972641, 14.427483 | 10059600080001 | Ladda upp en bild av detta fornminne      |
| Gränna 16:1               | Gravfält                    |              | Gränna, Småland     |       | 58.004182, 14.516211 | 10059600160001 | Ladda upp en bild av detta fornminne      |
| Gränna 25:1               | Grav markerad av sten/block |              | Gränna, Småland     |       | 58.012374, 14.573845 | 10059600250001 | Ladda upp en bild av detta fornminne      |
| Gränna 25:2               | Grav markerad av sten/block |              | Gränna, Småland     |       | 58.012520, 14.573583 | 10059600250002 | Ladda upp en bild av detta fornminne      |
| Gränna 28:1               | Gravfält                    |              | Gränna, Småland     |       | 58.008186, 14.580885 | 10059600280001 | Ladda upp en bild av detta fornminne      |
| Gränna 37:1               | Stenkammargrav              |              | Gränna, Småland     |       | 58.013653, 14.467534 | 10059600370001 | Ladda upp en bild av detta fornminne      |
| Brahehus (Gränna 43:1)    | Slott/herresäte             |              | Gränna, Småland     |       | 58.052810, 14.505153 | 10059600430001 | Ladda upp en till bild av detta fornminne |
| Gränna 45:1               | Runristning                 |              | Gränna, Småland     |       | 58.061082, 14.505615 | 10059600450001 | Ladda upp en bild av detta fornminne      |
| Gränna 54:1               | Stenkammargrav              |              | Gränna, Småland     |       | 58.007142, 14.459233 | 10059600540001 | Ladda upp en bild av detta fornminne      |
| Gränna 54:2               | Stensättning                |              | Gränna, Småland     |       | 58.007303, 14.459284 | 10059600540002 | Ladda upp en bild av detta fornminne      |
| Gränna 55:1               | Stensättning                |              | Gränna, Småland     |       | 57.991941, 14.463468 | 10059600550001 | Ladda upp en bild av detta fornminne      |
| Gränna 56:1               | Gravfält                    |              | Gränna, Småland     |       | 58.001039, 14.473421 | 10059600560001 | Ladda upp en bild av detta fornminne      |
| Gränna 58:1               | Stenkrets                   |              | Gränna, Småland     |       | 58.001759, 14.456426 | 10059600580001 | Ladda upp en bild av detta fornminne      |
| Gränna 61:1               | Stensättning                |              | Gränna, Småland     |       | 57.985923, 14.476332 | 10059600610001 | Ladda upp en bild av detta fornminne      |
| Gränna 61:2               | Stensättning                |              | Gränna, Småland     |       | 57.985921, 14.476156 | 10059600610002 | Ladda upp en bild av detta fornminne      |
| Gränna 62:1               | Gravfält                    |              | Gränna, Småland     |       | 57.988810, 14.464083 | 10059600620001 | Ladda upp en bild av detta fornminne      |
| Gränna 63:1               | Gravfält                    |              | Gränna, Småland     |       | 57.988502, 14.466028 | 10059600630001 | Ladda upp en bild av detta fornminne      |
| Galgen (Gränna 64:1)      | Gravfält                    |              | Gränna, Småland     |       | 58.003841, 14.452781 | 10059600640001 | Ladda upp en bild av detta fornminne      |
| Gränna 68:1               | Hög                         |              | Gränna, Småland     |       | 57.998681, 14.449186 | 10059600680001 | Ladda upp en bild av detta fornminne      |
| Strålakulla (Gränna 71:1) | Gravfält                    |              | Gränna, Småland     |       | 57.994369, 14.448307 | 10059600710001 | Ladda upp en bild av detta fornminne      |
| Gränna 73:1               | Stensättning                |              | Gränna, Småland     |       | 57.971078, 14.426768 | 10059600730001 | Ladda upp en bild av detta fornminne      |
| Gränna 73:2               | Stensättning                |              | Gränna, Småland     |       | 57.970798, 14.426858 | 10059600730002 | Ladda upp en bild av detta fornminne      |
| Gränna 75:1               | Stensättning                |              | Gränna, Småland     |       | 57.977499, 14.442555 | 10059600750001 | Ladda upp en bild av detta fornminne      |
| Gränna 76:1               | Stensättning                |              | Gränna, Småland     |       | 57.977865, 14.441098 | 10059600760001 | Ladda upp en bild av detta fornminne      |
| Gränna 76:2               | Stensättning                |              | Gränna, Småland     |       | 57.977754, 14.440818 | 10059600760002 | Ladda upp en bild av detta fornminne      |
| Gränna 162:1              | Lägenhetsbebyggelse         |              | Gränna, Småland     |       | 58.073622, 14.570765 | 10059601620001 | Ladda upp en bild av detta fornminne      |
| Gränna 305:1              | Stensättning                |              | Gränna, Småland     |       | 57.995168, 14.448355 | 10059603050001 | Ladda upp en bild av detta fornminne      |
| Gränna 306:1              | Hög                         |              | Gränna, Småland     |       | 57.995614, 14.448736 | 10059603060001 | Ladda upp en bild av detta fornminne      |
| Gränna 307:1              | Hög                         |              | Gränna, Småland     |       | 57.995826, 14.448718 | 10059603070001 | Ladda upp en bild av detta fornminne      |

## Hakarp
| Namn        | Lämningstyp                      | Tillkomsttid | Historisk indelning | Plats | Läge                 | ID-nr          | Bild                                      |
| ----------- | -------------------------------- | ------------ | ------------------- | ----- | -------------------- | -------------- | ----------------------------------------- |
| Hakarp 14:1 | Stensättning                     |              | Hakarp, Småland     |       | 57.794012, 14.311909 | 10059900140001 | Ladda upp en till bild av detta fornminne |
| Hakarp 17:1 | Gravfält                         |              | Hakarp, Småland     |       | 57.779140, 14.322789 | 10059900170001 | Ladda upp en bild av detta fornminne      |
| Hakarp 20:1 | Röse                             |              | Hakarp, Småland     |       | 57.779382, 14.326066 | 10059900200001 | Ladda upp en bild av detta fornminne      |
| Hakarp 22:1 | Gravfält                         |              | Hakarp, Småland     |       | 57.779832, 14.332422 | 10059900220001 | Ladda upp en bild av detta fornminne      |
| Hakarp 29:1 | Husgrund, förhistorisk/medeltida |              | Hakarp, Småland     |       | 57.775201, 14.310241 | 10059900290001 | Ladda upp en bild av detta fornminne      |
| Hakarp 29:2 | Husgrund, förhistorisk/medeltida |              | Hakarp, Småland     |       | 57.775095, 14.309599 | 10059900290002 | Ladda upp en bild av detta fornminne      |
| Hakarp 29:4 | Stensättning                     |              | Hakarp, Småland     |       | 57.774692, 14.308375 | 10059900290004 | Ladda upp en bild av detta fornminne      |
| Hakarp 35:1 | Stensättning                     |              | Hakarp, Småland     |       | 57.792363, 14.313553 | 10059900350001 | Ladda upp en till bild av detta fornminne |
| Hakarp 39:1 | Stensättning                     |              | Hakarp, Småland     |       | 57.781982, 14.339345 | 10059900390001 | Ladda upp en bild av detta fornminne      |
| Hakarp 39:2 | Stensättning                     |              | Hakarp, Småland     |       | 57.781865, 14.339507 | 10059900390002 | Ladda upp en bild av detta fornminne      |
| Hakarp 39:3 | Stensättning                     |              | Hakarp, Småland     |       | 57.781660, 14.339921 | 10059900390003 | Ladda upp en bild av detta fornminne      |
| Hakarp 39:4 | Stensättning                     |              | Hakarp, Småland     |       | 57.781529, 14.340083 | 10059900390004 | Ladda upp en bild av detta fornminne      |

## Huskvarna
| Namn                      | Lämningstyp    | Tillkomsttid | Historisk indelning | Plats | Läge                 | ID-nr          | Bild                                      |
| ------------------------- | -------------- | ------------ | ------------------- | ----- | -------------------- | -------------- | ----------------------------------------- |
| Garpa skans (Hakarp 25:1) | Fästning/skans |              | Huskvarna, Småland  |       | 57.787129, 14.272445 | 10059900250001 | Ladda upp en bild av detta fornminne      |
| Rumlaborg (Hakarp 26:1)   | Borg           |              | Huskvarna, Småland  |       | 57.791669, 14.266925 | 10059900260001 | Ladda upp en till bild av detta fornminne |

## Järsnäs
| Namn                        | Lämningstyp                 | Tillkomsttid | Historisk indelning | Plats | Läge                 | ID-nr          | Bild                                 |
| --------------------------- | --------------------------- | ------------ | ------------------- | ----- | -------------------- | -------------- | ------------------------------------ |
| Järsnäs 1:1                 | Gravfält                    |              | Järsnäs, Småland    |       | 57.869970, 14.545793 | 10061200010001 | Ladda upp en bild av detta fornminne |
| Biskopskullen (Järsnäs 3:1) | Stensättning                |              | Järsnäs, Småland    |       | 57.858838, 14.530352 | 10061200030001 | Ladda upp en bild av detta fornminne |
| Biskopskullen (Järsnäs 3:2) | Stensättning                |              | Järsnäs, Småland    |       | 57.858721, 14.530487 | 10061200030002 | Ladda upp en bild av detta fornminne |
| Biskopskullen (Järsnäs 3:3) | Stenkrets                   |              | Järsnäs, Småland    |       | 57.858618, 14.530474 | 10061200030003 | Ladda upp en bild av detta fornminne |
| Biskopskullen (Järsnäs 3:4) | Stensättning                |              | Järsnäs, Småland    |       | 57.858805, 14.529662 | 10061200030004 | Ladda upp en bild av detta fornminne |
| Järsnäs 5:1                 | Röse                        |              | Järsnäs, Småland    |       | 57.831676, 14.515151 | 10061200050001 | Ladda upp en bild av detta fornminne |
| Järsnäs 5:2                 | Stensättning                |              | Järsnäs, Småland    |       | 57.831572, 14.515066 | 10061200050002 | Ladda upp en bild av detta fornminne |
| Järsnäs 7:1                 | Gravfält                    |              | Järsnäs, Småland    |       | 57.835641, 14.549932 | 10061200070001 | Ladda upp en bild av detta fornminne |
| Järsnäs 12:1                | Stensättning                |              | Järsnäs, Småland    |       | 57.793890, 14.540425 | 10061200120001 | Ladda upp en bild av detta fornminne |
| Järsnäs 13:1                | Stensättning                |              | Järsnäs, Småland    |       | 57.776629, 14.527794 | 10061200130001 | Ladda upp en bild av detta fornminne |
| Järsnäs 15:1                | Stenkrets                   |              | Järsnäs, Småland    |       | 57.788437, 14.585135 | 10061200150001 | Ladda upp en bild av detta fornminne |
| Järsnäs 16:1                | Stensättning                |              | Järsnäs, Småland    |       | 57.794865, 14.520933 | 10061200160001 | Ladda upp en bild av detta fornminne |
| Järsnäs 17:1                | Röse                        |              | Järsnäs, Småland    |       | 57.789580, 14.533060 | 10061200170001 | Ladda upp en bild av detta fornminne |
| Järsnäs 19:1                | Stenkrets                   |              | Järsnäs, Småland    |       | 57.780456, 14.553900 | 10061200190001 | Ladda upp en bild av detta fornminne |
| Järsnäs 19:2                | Stenkrets                   |              | Järsnäs, Småland    |       | 57.780373, 14.553845 | 10061200190002 | Ladda upp en bild av detta fornminne |
| Järsnäs 20:1                | Stensättning                |              | Järsnäs, Småland    |       | 57.779454, 14.552201 | 10061200200001 | Ladda upp en bild av detta fornminne |
| Järsnäs 21:1                | Stensättning                |              | Järsnäs, Småland    |       | 57.780236, 14.550407 | 10061200210001 | Ladda upp en bild av detta fornminne |
| Järsnäs 21:2                | Röse                        |              | Järsnäs, Småland    |       | 57.780347, 14.550676 | 10061200210002 | Ladda upp en bild av detta fornminne |
| Järsnäs 22:1                | Stensättning                |              | Järsnäs, Småland    |       | 57.779909, 14.550553 | 10061200220001 | Ladda upp en bild av detta fornminne |
| Järsnäs 22:2                | Röse                        |              | Järsnäs, Småland    |       | 57.779755, 14.550681 | 10061200220002 | Ladda upp en bild av detta fornminne |
| Järsnäs 22:3                | Stensättning                |              | Järsnäs, Småland    |       | 57.779470, 14.550540 | 10061200220003 | Ladda upp en bild av detta fornminne |
| Järsnäs 22:4                | Stensättning                |              | Järsnäs, Småland    |       | 57.779620, 14.551168 | 10061200220004 | Ladda upp en bild av detta fornminne |
| Järsnäs 23:1                | Stensättning                |              | Järsnäs, Småland    |       | 57.780483, 14.548111 | 10061200230001 | Ladda upp en bild av detta fornminne |
| Järsnäs 24:1                | Stensättning                |              | Järsnäs, Småland    |       | 57.777038, 14.563640 | 10061200240001 | Ladda upp en bild av detta fornminne |
| Järsnäs 25:1                | Stensättning                |              | Järsnäs, Småland    |       | 57.775735, 14.564616 | 10061200250001 | Ladda upp en bild av detta fornminne |
| Järsnäs 25:2                | Stensättning                |              | Järsnäs, Småland    |       | 57.775671, 14.564796 | 10061200250002 | Ladda upp en bild av detta fornminne |
| Järsnäs 26:1                | Stensättning                |              | Järsnäs, Småland    |       | 57.774817, 14.565354 | 10061200260001 | Ladda upp en bild av detta fornminne |
| Järsnäs 28:1                | Stensättning                |              | Järsnäs, Småland    |       | 57.773864, 14.565311 | 10061200280001 | Ladda upp en bild av detta fornminne |
| Järsnäs 29:1                | Stensättning                |              | Järsnäs, Småland    |       | 57.774677, 14.564124 | 10061200290001 | Ladda upp en bild av detta fornminne |
| Järsnäs 29:2                | Stensättning                |              | Järsnäs, Småland    |       | 57.774781, 14.564271 | 10061200290002 | Ladda upp en bild av detta fornminne |
| Järsnäs 30:1                | Gravfält                    |              | Järsnäs, Småland    |       | 57.778023, 14.558837 | 10061200300001 | Ladda upp en bild av detta fornminne |
| Järsnäs 31:1                | Röse                        |              | Järsnäs, Småland    |       | 57.772987, 14.570711 | 10061200310001 | Ladda upp en bild av detta fornminne |
| Järsnäs 32:1                | Stensättning                |              | Järsnäs, Småland    |       | 57.769915, 14.570990 | 10061200320001 | Ladda upp en bild av detta fornminne |
| Järsnäs 34:1                | Gravfält                    |              | Järsnäs, Småland    |       | 57.768704, 14.580893 | 10061200340001 | Ladda upp en bild av detta fornminne |
| Järsnäs 35:1                | Stensättning                |              | Järsnäs, Småland    |       | 57.765351, 14.576900 | 10061200350001 | Ladda upp en bild av detta fornminne |
| Järsnäs 36:1                | Stensättning                |              | Järsnäs, Småland    |       | 57.778312, 14.554737 | 10061200360001 | Ladda upp en bild av detta fornminne |
| Järsnäs 36:2                | Stensättning                |              | Järsnäs, Småland    |       | 57.778377, 14.554605 | 10061200360002 | Ladda upp en bild av detta fornminne |
| Järsnäs 37:1                | Stensättning                |              | Järsnäs, Småland    |       | 57.774420, 14.554678 | 10061200370001 | Ladda upp en bild av detta fornminne |
| Järsnäs 38:1                | Hög                         |              | Järsnäs, Småland    |       | 57.753034, 14.543458 | 10061200380001 | Ladda upp en bild av detta fornminne |
| Järsnäs 39:1                | Röse                        |              | Järsnäs, Småland    |       | 57.747111, 14.541402 | 10061200390001 | Ladda upp en bild av detta fornminne |
| Järsnäs 39:2                | Stensättning                |              | Järsnäs, Småland    |       | 57.746861, 14.541928 | 10061200390002 | Ladda upp en bild av detta fornminne |
| Järsnäs 40:1                | Stensättning                |              | Järsnäs, Småland    |       | 57.750132, 14.534786 | 10061200400001 | Ladda upp en bild av detta fornminne |
| Järsnäs 41:1                | Gravfält                    |              | Järsnäs, Småland    |       | 57.749081, 14.541528 | 10061200410001 | Ladda upp en bild av detta fornminne |
| Järsnäs 44:1                | Röse                        |              | Järsnäs, Småland    |       | 57.744324, 14.551991 | 10061200440001 | Ladda upp en bild av detta fornminne |
| Järsnäs 45:1                | Röse                        |              | Järsnäs, Småland    |       | 57.749067, 14.553773 | 10061200450001 | Ladda upp en bild av detta fornminne |
| Järsnäs 45:2                | Stensättning                |              | Järsnäs, Småland    |       | 57.749125, 14.553344 | 10061200450002 | Ladda upp en bild av detta fornminne |
| Järsnäs 45:3                | Stensättning                |              | Järsnäs, Småland    |       | 57.748856, 14.553329 | 10061200450003 | Ladda upp en bild av detta fornminne |
| Järsnäs 47:1                | Stensättning                |              | Järsnäs, Småland    |       | 57.748805, 14.557629 | 10061200470001 | Ladda upp en bild av detta fornminne |
| Järsnäs 48:1                | Röse                        |              | Järsnäs, Småland    |       | 57.746583, 14.607518 | 10061200480001 | Ladda upp en bild av detta fornminne |
| Järsnäs 49:2                | Röse                        |              | Järsnäs, Småland    |       | 57.788795, 14.602383 | 10061200490002 | Ladda upp en bild av detta fornminne |
| Järsnäs 55:1                | Stensättning                |              | Järsnäs, Småland    |       | 57.754650, 14.527747 | 10061200550001 | Ladda upp en bild av detta fornminne |
| Järsnäs 55:2                | Stensättning                |              | Järsnäs, Småland    |       | 57.754542, 14.527734 | 10061200550002 | Ladda upp en bild av detta fornminne |
| Järsnäs 82:1                | Röse                        |              | Järsnäs, Småland    |       | 57.793847, 14.591526 | 10061200820001 | Ladda upp en bild av detta fornminne |
| Järsnäs 82:2                | Grav markerad av sten/block |              | Järsnäs, Småland    |       | 57.793864, 14.591408 | 10061200820002 | Ladda upp en bild av detta fornminne |
| Järsnäs 83:1                | Gravfält                    |              | Järsnäs, Småland    |       | 57.790878, 14.595285 | 10061200830001 | Ladda upp en bild av detta fornminne |
| Järsnäs 97:1                | Stensättning                |              | Järsnäs, Småland    |       | 57.746796, 14.606887 | 10061200970001 | Ladda upp en bild av detta fornminne |
| Järsnäs 98:1                | Röse                        |              | Järsnäs, Småland    |       | 57.803773, 14.575097 | 10061200980001 | Ladda upp en bild av detta fornminne |
| Järsnäs 98:2                | Röse                        |              | Järsnäs, Småland    |       | 57.803958, 14.575135 | 10061200980002 | Ladda upp en bild av detta fornminne |
| Järsnäs 100:1               | Grav markerad av sten/block |              | Järsnäs, Småland    |       | 57.750481, 14.612467 | 10061201000001 | Ladda upp en bild av detta fornminne |
| Järsnäs 100:2               | Stenkrets                   |              | Järsnäs, Småland    |       | 57.750542, 14.612709 | 10061201000002 | Ladda upp en bild av detta fornminne |
| Järsnäs 103:1               | Röse                        |              | Järsnäs, Småland    |       | 57.745963, 14.548258 | 10061201030001 | Ladda upp en bild av detta fornminne |
| Järsnäs 109:1               | Stenkrets                   |              | Järsnäs, Småland    |       | 57.792013, 14.592948 | 10061201090001 | Ladda upp en bild av detta fornminne |
| Järsnäs 109:2               | Stenkrets                   |              | Järsnäs, Småland    |       | 57.791829, 14.593089 | 10061201090002 | Ladda upp en bild av detta fornminne |
| Järsnäs 109:3               | Stensättning                |              | Järsnäs, Småland    |       | 57.791628, 14.592747 | 10061201090003 | Ladda upp en bild av detta fornminne |
| Järsnäs 109:4               | Grav markerad av sten/block |              | Järsnäs, Småland    |       | 57.791524, 14.592582 | 10061201090004 | Ladda upp en bild av detta fornminne |

## Järstorp
| Namn                       | Lämningstyp                      | Tillkomsttid | Historisk indelning | Plats | Läge                 | ID-nr          | Bild                                 |
| -------------------------- | -------------------------------- | ------------ | ------------------- | ----- | -------------------- | -------------- | ------------------------------------ |
| Järstorp 3:1               | Gravfält                         |              | Järstorp, Småland   |       | 57.795830, 14.044770 | 10061300030001 | Ladda upp en bild av detta fornminne |
| Järstorp 7:1               | Stensättning                     |              | Järstorp, Småland   |       | 57.814508, 14.074030 | 10061300070001 | Ladda upp en bild av detta fornminne |
| Järstorp 7:2               | Stenkrets                        |              | Järstorp, Småland   |       | 57.814608, 14.074135 | 10061300070002 | Ladda upp en bild av detta fornminne |
| Järstorp 7:3               | Stenkrets                        |              | Järstorp, Småland   |       | 57.814690, 14.074267 | 10061300070003 | Ladda upp en bild av detta fornminne |
| Järstorp 8:1               | Begravningsplats                 |              | Järstorp, Småland   |       | 57.800386, 14.102917 | 10061300080001 | Ladda upp en bild av detta fornminne |
| Järstorp 9:1               | Stenkrets                        |              | Järstorp, Småland   |       | 57.800681, 14.103279 | 10061300090001 | Ladda upp en bild av detta fornminne |
| Järstorp 11:1              | Gravfält                         |              | Järstorp, Småland   |       | 57.791645, 14.093115 | 10061300110001 | Ladda upp en bild av detta fornminne |
| Järstorp 12:1              | Stenkrets                        |              | Järstorp, Småland   |       | 57.791499, 14.094964 | 10061300120001 | Ladda upp en bild av detta fornminne |
| Järstorp 12:2              | Stensättning                     |              | Järstorp, Småland   |       | 57.791375, 14.095064 | 10061300120002 | Ladda upp en bild av detta fornminne |
| Järstorp 13:4              | Stenkrets                        |              | Järstorp, Småland   |       | 57.798270, 14.100976 | 10061300130004 | Ladda upp en bild av detta fornminne |
| Smörahålan (Järstorp 16:1) | Husgrund, förhistorisk/medeltida |              | Järstorp, Småland   |       | 57.787783, 14.109586 | 10061300160001 | Ladda upp en bild av detta fornminne |

## Jönköping
| Namn                                       | Lämningstyp         | Tillkomsttid | Historisk indelning | Plats                | Läge                 | ID-nr          | Bild                                      |
| ------------------------------------------ | ------------------- | ------------ | ------------------- | -------------------- | -------------------- | -------------- | ----------------------------------------- |
| Sm 91 (Jönköping 3:1)                      | Runristning         |              | Jönköping, Småland  | Jönköpings stadspark | 57.781659, 14.140346 | 10061400030001 | Ladda upp en till bild av detta fornminne |
| Jönköping 4:1                              | Stensättning        |              | Jönköping, Småland  |                      | 57.779450, 14.110947 | 10061400040001 | Ladda upp en bild av detta fornminne      |
| Jönköping 4:2                              | Stensättning        |              | Jönköping, Småland  |                      | 57.779291, 14.110793 | 10061400040002 | Ladda upp en bild av detta fornminne      |
| Jönköping 4:3                              | Stensättning        |              | Jönköping, Småland  |                      | 57.779451, 14.110618 | 10061400040003 | Ladda upp en bild av detta fornminne      |
| Domarkullen (Jönköping 5:1)                | Hög                 |              | Jönköping, Småland  |                      | 57.761069, 14.132203 | 10061400050001 | Ladda upp en bild av detta fornminne      |
| Gröna kulle (Jönköping 6:1)                | Hög                 |              | Jönköping, Småland  |                      | 57.779607, 14.205532 | 10061400060001 | Ladda upp en bild av detta fornminne      |
| 2)Döskallehöjden4)Råslätt (Jönköping 17:1) | Hög                 |              | Jönköping, Småland  |                      | 57.746638, 14.155051 | 10061400170001 | Ladda upp en bild av detta fornminne      |
| Bondberget (Jönköping 23:1)                | Stensättning        |              | Jönköping, Småland  |                      | 57.772964, 14.237772 | 10061400230001 | Ladda upp en bild av detta fornminne      |
| Bondberget (Jönköping 23:2)                | Stensättning        |              | Jönköping, Småland  |                      | 57.772718, 14.237745 | 10061400230002 | Ladda upp en bild av detta fornminne      |
| Jönköping 140:3                            | Röse                |              | Jönköping, Småland  |                      | 57.796087, 14.247828 | 10061401400003 | Ladda upp en bild av detta fornminne      |
| Jönköping 191                              | Stensättning        |              | Jönköping, Småland  |                      | 57.777791, 14.111051 | 12000000001753 | Ladda upp en bild av detta fornminne      |
| Jönköping 192                              | Stensättning        |              | Jönköping, Småland  |                      | 57.777667, 14.111397 | 12000000001754 | Ladda upp en bild av detta fornminne      |
| Jönköping 193                              | Stensättning        |              | Jönköping, Småland  |                      | 57.777598, 14.111081 | 12000000001755 | Ladda upp en bild av detta fornminne      |
| Änden (Jönköping 219)                      | Lägenhetsbebyggelse |              | Jönköping, Småland  |                      | 57.779604, 14.103853 | 12000000005370 | Ladda upp en bild av detta fornminne      |
| Hörnet (Jönköping 220)                     | Lägenhetsbebyggelse |              | Jönköping, Småland  |                      | 57.783361, 14.108323 | 12000000005371 | Ladda upp en bild av detta fornminne      |

## Lekeryd
| Namn                                   | Lämningstyp                 | Tillkomsttid | Historisk indelning | Plats | Läge                 | ID-nr          | Bild                                 |
| -------------------------------------- | --------------------------- | ------------ | ------------------- | ----- | -------------------- | -------------- | ------------------------------------ |
| Lekeryd 1:1                            | Hög                         |              | Lekeryd, Småland    |       | 57.753253, 14.453589 | 10062400010001 | Ladda upp en bild av detta fornminne |
| Lekeryd 1:2                            | Hög                         |              | Lekeryd, Småland    |       | 57.753288, 14.453399 | 10062400010002 | Ladda upp en bild av detta fornminne |
| Lekeryd 1:3                            | Hög                         |              | Lekeryd, Småland    |       | 57.753209, 14.453448 | 10062400010003 | Ladda upp en bild av detta fornminne |
| Lekeryd 3:1                            | Gravfält                    |              | Lekeryd, Småland    |       | 57.795090, 14.424238 | 10062400030001 | Ladda upp en bild av detta fornminne |
| Domarekullarna (Lekeryd 4:1)           | Röse                        |              | Lekeryd, Småland    |       | 57.794245, 14.418337 | 10062400040001 | Ladda upp en bild av detta fornminne |
| Domarekullarna (Lekeryd 4:2)           | Röse                        |              | Lekeryd, Småland    |       | 57.794080, 14.418360 | 10062400040002 | Ladda upp en bild av detta fornminne |
| Lekeryd 6:1                            | Röse                        |              | Lekeryd, Småland    |       | 57.789929, 14.422896 | 10062400060001 | Ladda upp en bild av detta fornminne |
| Domarekullarna (Lekeryd 9:1)           | Röse                        |              | Lekeryd, Småland    |       | 57.793406, 14.418242 | 10062400090001 | Ladda upp en bild av detta fornminne |
| Domarekullarna (Lekeryd 9:2)           | Röse                        |              | Lekeryd, Småland    |       | 57.793568, 14.418303 | 10062400090002 | Ladda upp en bild av detta fornminne |
| Tingsbacken (Lekeryd 10:1)             | Gravfält                    |              | Lekeryd, Småland    |       | 57.768814, 14.406898 | 10062400100001 | Ladda upp en bild av detta fornminne |
| Lekeryd 11:1                           | Gravfält                    |              | Lekeryd, Småland    |       | 57.769736, 14.412294 | 10062400110001 | Ladda upp en bild av detta fornminne |
| Lekeryd 13:1                           | Stensättning                |              | Lekeryd, Småland    |       | 57.771166, 14.392734 | 10062400130001 | Ladda upp en bild av detta fornminne |
| Lekeryd 13:3                           | Stensättning                |              | Lekeryd, Småland    |       | 57.771231, 14.392591 | 10062400130003 | Ladda upp en bild av detta fornminne |
| Lekeryd 17:1                           | Röse                        |              | Lekeryd, Småland    |       | 57.743535, 14.406800 | 10062400170001 | Ladda upp en bild av detta fornminne |
| Lekeryd 18:1                           | Stensättning                |              | Lekeryd, Småland    |       | 57.744031, 14.406192 | 10062400180001 | Ladda upp en bild av detta fornminne |
| Lekeryd 18:2                           | Stensättning                |              | Lekeryd, Småland    |       | 57.744361, 14.406466 | 10062400180002 | Ladda upp en bild av detta fornminne |
| Lekeryd 18:3                           | Stensättning                |              | Lekeryd, Småland    |       | 57.744622, 14.407004 | 10062400180003 | Ladda upp en bild av detta fornminne |
| Lekeryd 19:1                           | Hög                         |              | Lekeryd, Småland    |       | 57.762299, 14.416604 | 10062400190001 | Ladda upp en bild av detta fornminne |
| Lekeryd 20:1                           | Stensättning                |              | Lekeryd, Småland    |       | 57.779545, 14.441778 | 10062400200001 | Ladda upp en bild av detta fornminne |
| Lekeryd 20:2                           | Stensättning                |              | Lekeryd, Småland    |       | 57.779806, 14.441422 | 10062400200002 | Ladda upp en bild av detta fornminne |
| Lekeryd 21:1                           | Stensättning                |              | Lekeryd, Småland    |       | 57.778820, 14.441838 | 10062400210001 | Ladda upp en bild av detta fornminne |
| Lekeryd 23:1                           | Stensättning                |              | Lekeryd, Småland    |       | 57.787791, 14.460486 | 10062400230001 | Ladda upp en bild av detta fornminne |
| Lekeryd 24:1                           | Stensättning                |              | Lekeryd, Småland    |       | 57.787362, 14.461181 | 10062400240001 | Ladda upp en bild av detta fornminne |
| Lekeryd 24:2                           | Stensättning                |              | Lekeryd, Småland    |       | 57.787172, 14.461943 | 10062400240002 | Ladda upp en bild av detta fornminne |
| Lekeryd 25:1                           | Stensättning                |              | Lekeryd, Småland    |       | 57.770444, 14.427540 | 10062400250001 | Ladda upp en bild av detta fornminne |
| Lekeryd 26:1                           | Stensättning                |              | Lekeryd, Småland    |       | 57.758097, 14.447234 | 10062400260001 | Ladda upp en bild av detta fornminne |
| Lekeryd 26:2                           | Stensättning                |              | Lekeryd, Småland    |       | 57.757724, 14.447618 | 10062400260002 | Ladda upp en bild av detta fornminne |
| Klostret, Klosterbacken (Lekeryd 27:1) | Stensättning                |              | Lekeryd, Småland    |       | 57.747672, 14.430926 | 10062400270001 | Ladda upp en bild av detta fornminne |
| Lekeryd 28:1                           | Stensättning                |              | Lekeryd, Småland    |       | 57.742993, 14.437772 | 10062400280001 | Ladda upp en bild av detta fornminne |
| Lekeryd 29:1                           | Stensättning                |              | Lekeryd, Småland    |       | 57.732803, 14.434446 | 10062400290001 | Ladda upp en bild av detta fornminne |
| Lekeryd 31:1                           | Stensättning                |              | Lekeryd, Småland    |       | 57.751131, 14.459455 | 10062400310001 | Ladda upp en bild av detta fornminne |
| Lekeryd 31:2                           | Stensättning                |              | Lekeryd, Småland    |       | 57.751006, 14.459527 | 10062400310002 | Ladda upp en bild av detta fornminne |
| Lekeryd 32:1                           | Stensättning                |              | Lekeryd, Småland    |       | 57.758409, 14.461796 | 10062400320001 | Ladda upp en bild av detta fornminne |
| Lekeryd 34:1                           | Stenkrets                   |              | Lekeryd, Småland    |       | 57.760049, 14.468306 | 10062400340001 | Ladda upp en bild av detta fornminne |
| Lekeryd 35:1                           | Stenkrets                   |              | Lekeryd, Småland    |       | 57.771632, 14.428390 | 10062400350001 | Ladda upp en bild av detta fornminne |
| Lekeryd 36:1                           | Stensättning                |              | Lekeryd, Småland    |       | 57.748362, 14.450335 | 10062400360001 | Ladda upp en bild av detta fornminne |
| Lekeryd 38:1                           | Röse                        |              | Lekeryd, Småland    |       | 57.744103, 14.480031 | 10062400380001 | Ladda upp en bild av detta fornminne |
| Lekeryd 40:1                           | Grav markerad av sten/block |              | Lekeryd, Småland    |       | 57.738154, 14.479120 | 10062400400001 | Ladda upp en bild av detta fornminne |
| Lekeryd 41:1                           | Stensättning                |              | Lekeryd, Småland    |       | 57.769151, 14.504775 | 10062400410001 | Ladda upp en bild av detta fornminne |
| Lekeryd 42:1                           | Stensättning                |              | Lekeryd, Småland    |       | 57.772626, 14.509620 | 10062400420001 | Ladda upp en bild av detta fornminne |
| Lekeryd 44:1                           | Stensättning                |              | Lekeryd, Småland    |       | 57.791001, 14.509665 | 10062400440001 | Ladda upp en bild av detta fornminne |
| Lekeryd 45:1                           | Stensättning                |              | Lekeryd, Småland    |       | 57.766349, 14.419656 | 10062400450001 | Ladda upp en bild av detta fornminne |
| Lekeryd 46:1                           | Röse                        |              | Lekeryd, Småland    |       | 57.745307, 14.406481 | 10062400460001 | Ladda upp en bild av detta fornminne |
| Lekeryd 53:1                           | Gravfält                    |              | Lekeryd, Småland    |       | 57.753354, 14.487764 | 10062400530001 | Ladda upp en bild av detta fornminne |
| Lekeryd 54:1                           | Stensättning                |              | Lekeryd, Småland    |       | 57.752418, 14.487803 | 10062400540001 | Ladda upp en bild av detta fornminne |
| Lekeryd 54:2                           | Stensättning                |              | Lekeryd, Småland    |       | 57.752052, 14.487754 | 10062400540002 | Ladda upp en bild av detta fornminne |
| Lekeryd 54:3                           | Stenkrets                   |              | Lekeryd, Småland    |       | 57.752669, 14.487205 | 10062400540003 | Ladda upp en bild av detta fornminne |
| Lekeryd 55:1                           | Gravfält                    |              | Lekeryd, Småland    |       | 57.750521, 14.487768 | 10062400550001 | Ladda upp en bild av detta fornminne |
| Öråsarna (Lekeryd 56:1)                | Gravfält                    |              | Lekeryd, Småland    |       | 57.751006, 14.486447 | 10062400560001 | Ladda upp en bild av detta fornminne |
| Lekeryd 57:1                           | Stensättning                |              | Lekeryd, Småland    |       | 57.749749, 14.484474 | 10062400570001 | Ladda upp en bild av detta fornminne |
| Lekeryd 60:1                           | Röse                        |              | Lekeryd, Småland    |       | 57.752952, 14.490187 | 10062400600001 | Ladda upp en bild av detta fornminne |
| Lekeryd 61:1                           | Stensättning                |              | Lekeryd, Småland    |       | 57.753263, 14.491700 | 10062400610001 | Ladda upp en bild av detta fornminne |
| Lekeryd 62:1                           | Gravfält                    |              | Lekeryd, Småland    |       | 57.753929, 14.490521 | 10062400620001 | Ladda upp en bild av detta fornminne |
| Lekeryd 63:1                           | Stensättning                |              | Lekeryd, Småland    |       | 57.754928, 14.490228 | 10062400630001 | Ladda upp en bild av detta fornminne |
| Lekeryd 64:1                           | Röse                        |              | Lekeryd, Småland    |       | 57.754820, 14.498395 | 10062400640001 | Ladda upp en bild av detta fornminne |
| Lekeryd 66:1                           | Stensättning                |              | Lekeryd, Småland    |       | 57.747596, 14.490556 | 10062400660001 | Ladda upp en bild av detta fornminne |
| Lekeryd 67:1                           | Röse                        |              | Lekeryd, Småland    |       | 57.748025, 14.491502 | 10062400670001 | Ladda upp en bild av detta fornminne |
| Lekeryd 68:1                           | Gravfält                    |              | Lekeryd, Småland    |       | 57.747634, 14.487675 | 10062400680001 | Ladda upp en bild av detta fornminne |
| Lekeryd 70:1                           | Stensättning                |              | Lekeryd, Småland    |       | 57.748185, 14.486659 | 10062400700001 | Ladda upp en bild av detta fornminne |
| Lekeryd 73:1                           | Stensättning                |              | Lekeryd, Småland    |       | 57.747129, 14.490668 | 10062400730001 | Ladda upp en bild av detta fornminne |
| Lekeryd 74:1                           | Stensättning                |              | Lekeryd, Småland    |       | 57.778657, 14.359805 | 10062400740001 | Ladda upp en bild av detta fornminne |
| 2) Hällebäcken (Lekeryd 75:1)          | Stensättning                |              | Lekeryd, Småland    |       | 57.775902, 14.374888 | 10062400750001 | Ladda upp en bild av detta fornminne |
| Lekeryd 76:1                           | Stensättning                |              | Lekeryd, Småland    |       | 57.792231, 14.418219 | 10062400760001 | Ladda upp en bild av detta fornminne |
| Lekeryd 77:1                           | Stensättning                |              | Lekeryd, Småland    |       | 57.793955, 14.431403 | 10062400770001 | Ladda upp en bild av detta fornminne |
| 2) Hängseln (Lekeryd 78:1)             | Stensättning                |              | Lekeryd, Småland    |       | 57.741131, 14.447816 | 10062400780001 | Ladda upp en bild av detta fornminne |
| Lekeryd 89:1                           | Stensättning                |              | Lekeryd, Småland    |       | 57.732276, 14.446562 | 10062400890001 | Ladda upp en bild av detta fornminne |
| Lekeryd 90:1                           | Stensättning                |              | Lekeryd, Småland    |       | 57.738487, 14.462679 | 10062400900001 | Ladda upp en bild av detta fornminne |
| Lekeryd 90:2                           | Stensättning                |              | Lekeryd, Småland    |       | 57.738581, 14.462676 | 10062400900002 | Ladda upp en bild av detta fornminne |
| Lekeryd 91:1                           | Stensättning                |              | Lekeryd, Småland    |       | 57.738337, 14.460758 | 10062400910001 | Ladda upp en bild av detta fornminne |
| Lekeryd 93:1                           | Stensättning                |              | Lekeryd, Småland    |       | 57.739466, 14.443723 | 10062400930001 | Ladda upp en bild av detta fornminne |
| Lekeryd 101:1                          | Stensättning                |              | Lekeryd, Småland    |       | 57.751454, 14.460486 | 10062401010001 | Ladda upp en bild av detta fornminne |
| Lekeryd 105:1                          | Stensättning                |              | Lekeryd, Småland    |       | 57.779830, 14.361137 | 10062401050001 | Ladda upp en bild av detta fornminne |
| Lekeryd 105:2                          | Stensättning                |              | Lekeryd, Småland    |       | 57.780181, 14.361044 | 10062401050002 | Ladda upp en bild av detta fornminne |
| Lekeryd 107:1                          | Stensättning                |              | Lekeryd, Småland    |       | 57.792923, 14.420100 | 10062401070001 | Ladda upp en bild av detta fornminne |
| Lekeryd 107:2                          | Stensättning                |              | Lekeryd, Småland    |       | 57.792925, 14.420336 | 10062401070002 | Ladda upp en bild av detta fornminne |
| Lekeryd 107:3                          | Stensättning                |              | Lekeryd, Småland    |       | 57.792779, 14.419624 | 10062401070003 | Ladda upp en bild av detta fornminne |
| Lekeryd 108:1                          | Stensättning                |              | Lekeryd, Småland    |       | 57.792549, 14.416900 | 10062401080001 | Ladda upp en bild av detta fornminne |
| Lekeryd 108:2                          | Stensättning                |              | Lekeryd, Småland    |       | 57.792447, 14.417112 | 10062401080002 | Ladda upp en bild av detta fornminne |
| Lekeryd 108:3                          | Stensättning                |              | Lekeryd, Småland    |       | 57.792330, 14.417247 | 10062401080003 | Ladda upp en bild av detta fornminne |
| Lekeryd 108:4                          | Stensättning                |              | Lekeryd, Småland    |       | 57.792840, 14.416932 | 10062401080004 | Ladda upp en bild av detta fornminne |
| Lekeryd 144:1                          | Stensättning                |              | Lekeryd, Småland    |       | 57.770970, 14.428566 | 10062401440001 | Ladda upp en bild av detta fornminne |
| Lekeryd 144:2                          | Stensättning                |              | Lekeryd, Småland    |       | 57.770875, 14.428975 | 10062401440002 | Ladda upp en bild av detta fornminne |

## Mulseryd
| Namn                            | Lämningstyp                 | Tillkomsttid | Historisk indelning | Plats | Läge                 | ID-nr          | Bild                                 |
| ------------------------------- | --------------------------- | ------------ | ------------------- | ----- | -------------------- | -------------- | ------------------------------------ |
| Mulseryd 3:1                    | Grav markerad av sten/block |              | Mulseryd, Småland   |       | 57.764864, 13.947005 | 10063300030001 | Ladda upp en bild av detta fornminne |
| Mulseryd 5:1                    | Stenkrets                   |              | Mulseryd, Småland   |       | 57.759087, 13.946902 | 10063300050001 | Ladda upp en bild av detta fornminne |
| Mulseryd 9:1                    | Gravfält                    |              | Mulseryd, Småland   |       | 57.750958, 13.986803 | 10063300090001 | Ladda upp en bild av detta fornminne |
| Mulseryd 17:1                   | Gravfält                    |              | Mulseryd, Småland   |       | 57.754241, 13.886365 | 10063300170001 | Ladda upp en bild av detta fornminne |
| Mulseryd 23:1                   | Gravfält                    |              | Mulseryd, Småland   |       | 57.738262, 13.879857 | 10063300230001 | Ladda upp en bild av detta fornminne |
| Mulseryd 27:1                   | Gravfält                    |              | Mulseryd, Småland   |       | 57.732859, 13.873600 | 10063300270001 | Ladda upp en bild av detta fornminne |
| Mulseryd 29:1                   | Stenkrets                   |              | Mulseryd, Småland   |       | 57.725699, 13.800942 | 10063300290001 | Ladda upp en bild av detta fornminne |
| Mulseryd 29:2                   | Grav markerad av sten/block |              | Mulseryd, Småland   |       | 57.725543, 13.801599 | 10063300290002 | Ladda upp en bild av detta fornminne |
| Mulseryd 30:1                   | Stensättning                |              | Mulseryd, Småland   |       | 57.722272, 13.824478 | 10063300300001 | Ladda upp en bild av detta fornminne |
| Mulseryd 30:2                   | Stensättning                |              | Mulseryd, Småland   |       | 57.722143, 13.824257 | 10063300300002 | Ladda upp en bild av detta fornminne |
| Mulseryd 34:1                   | Stenkrets                   |              | Mulseryd, Småland   |       | 57.726494, 13.830161 | 10063300340001 | Ladda upp en bild av detta fornminne |
| Mulseryd 34:2                   | Stenkrets                   |              | Mulseryd, Småland   |       | 57.726623, 13.830104 | 10063300340002 | Ladda upp en bild av detta fornminne |
| Mulseryd 34:3                   | Stenkrets                   |              | Mulseryd, Småland   |       | 57.726662, 13.830296 | 10063300340003 | Ladda upp en bild av detta fornminne |
| Mulseryd 35:1                   | Stenkrets                   |              | Mulseryd, Småland   |       | 57.726016, 13.828952 | 10063300350001 | Ladda upp en bild av detta fornminne |
| Mulseryd 35:2                   | Stenkrets                   |              | Mulseryd, Småland   |       | 57.725991, 13.828769 | 10063300350002 | Ladda upp en bild av detta fornminne |
| Mulseryd 35:3                   | Grav övrig                  |              | Mulseryd, Småland   |       | 57.725950, 13.828496 | 10063300350003 | Ladda upp en bild av detta fornminne |
| Mulseryd 36:1                   | Gravfält                    |              | Mulseryd, Småland   |       | 57.727609, 13.804740 | 10063300360001 | Ladda upp en bild av detta fornminne |
| Jära kyrkplats (Mulseryd 40:1)  | Begravningsplats            |              | Mulseryd, Småland   |       | 57.745698, 13.908057 | 10063300400001 | Ladda upp en bild av detta fornminne |
| Mulseryd 42:1                   | Röse                        |              | Mulseryd, Småland   |       | 57.616547, 13.793732 | 10063300420001 | Ladda upp en bild av detta fornminne |
| Mulseryd 43:1                   | Stenkrets                   |              | Mulseryd, Småland   |       | 57.617283, 13.797605 | 10063300430001 | Ladda upp en bild av detta fornminne |
| Mulseryd 45:1                   | Stenkammargrav              |              | Mulseryd, Småland   |       | 57.626997, 13.796238 | 10063300450001 | Ladda upp en bild av detta fornminne |
| Mulseryd 50:1                   | Röse                        |              | Mulseryd, Småland   |       | 57.644159, 13.813650 | 10063300500001 | Ladda upp en bild av detta fornminne |
| Mulseryd 50:2                   | Stenkrets                   |              | Mulseryd, Småland   |       | 57.644069, 13.813571 | 10063300500002 | Ladda upp en bild av detta fornminne |
| Mulseryd 50:3                   | Stenkrets                   |              | Mulseryd, Småland   |       | 57.643960, 13.813501 | 10063300500003 | Ladda upp en bild av detta fornminne |
| Mulseryd 53:1                   | Gravfält                    |              | Mulseryd, Småland   |       | 57.641814, 13.808082 | 10063300530001 | Ladda upp en bild av detta fornminne |
| Mulseryd 59:1                   | Stensättning                |              | Mulseryd, Småland   |       | 57.663663, 13.818363 | 10063300590001 | Ladda upp en bild av detta fornminne |
| Mulseryd 59:2                   | Stenkrets                   |              | Mulseryd, Småland   |       | 57.663809, 13.818777 | 10063300590002 | Ladda upp en bild av detta fornminne |
| Mulseryd 61:1                   | Röse                        |              | Mulseryd, Småland   |       | 57.703215, 13.876043 | 10063300610001 | Ladda upp en bild av detta fornminne |
| Mulseryd 62:1                   | Röse                        |              | Mulseryd, Småland   |       | 57.702912, 13.875414 | 10063300620001 | Ladda upp en bild av detta fornminne |
| Mulseryd 65:1                   | Stenkrets                   |              | Mulseryd, Småland   |       | 57.699372, 13.811743 | 10063300650001 | Ladda upp en bild av detta fornminne |
| Mulseryd 65:2                   | Grav markerad av sten/block |              | Mulseryd, Småland   |       | 57.699487, 13.811990 | 10063300650002 | Ladda upp en bild av detta fornminne |
| Mulseryd 66:1                   | Gravfält                    |              | Mulseryd, Småland   |       | 57.694083, 13.811443 | 10063300660001 | Ladda upp en bild av detta fornminne |
| Mulseryd 68:1                   | Röse                        |              | Mulseryd, Småland   |       | 57.696515, 13.816688 | 10063300680001 | Ladda upp en bild av detta fornminne |
| Mulseryd 71:1                   | Stenkrets                   |              | Mulseryd, Småland   |       | 57.681611, 13.794904 | 10063300710001 | Ladda upp en bild av detta fornminne |
| Mulseryd 71:2                   | Stenkrets                   |              | Mulseryd, Småland   |       | 57.681519, 13.795043 | 10063300710002 | Ladda upp en bild av detta fornminne |
| Mulseryd 100:1                  | Gravfält                    |              | Mulseryd, Småland   |       | 57.679148, 13.794353 | 10063301000001 | Ladda upp en bild av detta fornminne |
| Mulseryd 101:1                  | Röse                        |              | Mulseryd, Småland   |       | 57.680478, 13.795074 | 10063301010001 | Ladda upp en bild av detta fornminne |
| Mulseryd 116:1                  | Stensättning                |              | Mulseryd, Småland   |       | 57.695415, 13.813026 | 10063301160001 | Ladda upp en bild av detta fornminne |
| Mulseryd 118:1                  | Stensättning                |              | Mulseryd, Småland   |       | 57.695028, 13.815565 | 10063301180001 | Ladda upp en bild av detta fornminne |
| Mulseryd 118:2                  | Stensättning                |              | Mulseryd, Småland   |       | 57.694966, 13.815374 | 10063301180002 | Ladda upp en bild av detta fornminne |
| Mulseryd 118:3                  | Stensättning                |              | Mulseryd, Småland   |       | 57.694881, 13.815042 | 10063301180003 | Ladda upp en bild av detta fornminne |
| Mulseryd 126:1                  | Hällristning                |              | Mulseryd, Småland   |       | 57.726570, 13.868358 | 10063301260001 | Ladda upp en bild av detta fornminne |
| Mulseryd 136:1                  | Stensättning                |              | Mulseryd, Småland   |       | 57.725462, 13.827941 | 10063301360001 | Ladda upp en bild av detta fornminne |
| Mulseryd 137:1                  | Stensättning                |              | Mulseryd, Småland   |       | 57.720770, 13.825079 | 10063301370001 | Ladda upp en bild av detta fornminne |
| Mulseryd 137:2                  | Stensättning                |              | Mulseryd, Småland   |       | 57.720684, 13.824764 | 10063301370002 | Ladda upp en bild av detta fornminne |
| Mulseryd 150:1                  | Hällristning                |              | Mulseryd, Småland   |       | 57.747631, 13.916072 | 10063301500001 | Ladda upp en bild av detta fornminne |
| Mulseryd 153:1                  | Stenkrets                   |              | Mulseryd, Småland   |       | 57.732264, 13.873180 | 10063301530001 | Ladda upp en bild av detta fornminne |
| Mulseryd 153:2                  | Stensättning                |              | Mulseryd, Småland   |       | 57.731801, 13.873727 | 10063301530002 | Ladda upp en bild av detta fornminne |
| Mulseryd 173:1                  | Gravfält                    |              | Mulseryd, Småland   |       | 57.758499, 13.925068 | 10063301730001 | Ladda upp en bild av detta fornminne |
| Mulseryd 174:1                  | Röse                        |              | Mulseryd, Småland   |       | 57.756918, 13.923061 | 10063301740001 | Ladda upp en bild av detta fornminne |
| Mulseryd 174:3                  | Stensättning                |              | Mulseryd, Småland   |       | 57.756672, 13.922900 | 10063301740003 | Ladda upp en bild av detta fornminne |
| Mulseryd 175:2                  | Stenkrets                   |              | Mulseryd, Småland   |       | 57.756337, 13.921546 | 10063301750002 | Ladda upp en bild av detta fornminne |
| Mulseryd 180:1                  | Röse                        |              | Mulseryd, Småland   |       | 57.732808, 13.758972 | 10063301800001 | Ladda upp en bild av detta fornminne |
| Mulseryd 183:1                  | Stensättning                |              | Mulseryd, Småland   |       | 57.734806, 13.783130 | 10063301830001 | Ladda upp en bild av detta fornminne |
| Mulseryd 186:1                  | Gravfält                    |              | Mulseryd, Småland   |       | 57.749507, 13.956924 | 10063301860001 | Ladda upp en bild av detta fornminne |
| Lille Trädgård (Mulseryd 188:1) | Röse                        |              | Mulseryd, Småland   |       | 57.746649, 13.950394 | 10063301880001 | Ladda upp en bild av detta fornminne |
| Mulseryd 192:1                  | Gravfält                    |              | Mulseryd, Småland   |       | 57.760126, 13.934730 | 10063301920001 | Ladda upp en bild av detta fornminne |
| Mulseryd 216:1                  | Gravfält                    |              | Mulseryd, Småland   |       | 57.754953, 13.890523 | 10063302160001 | Ladda upp en bild av detta fornminne |
| Mulseryd 218:1                  | Grav markerad av sten/block |              | Mulseryd, Småland   |       | 57.758176, 13.886660 | 10063302180001 | Ladda upp en bild av detta fornminne |
| Mulseryd 310                    | Röse                        |              | Mulseryd, Småland   |       | 57.702398, 13.797427 | 12000000050506 | Ladda upp en bild av detta fornminne |
| Mulseryd 328                    | Röse                        |              | Mulseryd, Småland   |       | 57.702831, 13.799516 | 12000000050548 | Ladda upp en bild av detta fornminne |

## Månsarp
| Namn                       | Lämningstyp                 | Tillkomsttid | Historisk indelning | Plats | Läge                 | ID-nr          | Bild                                      |
| -------------------------- | --------------------------- | ------------ | ------------------- | ----- | -------------------- | -------------- | ----------------------------------------- |
| Borrehall (Månsarp 1:1)    | Hällristning                |              | Månsarp, Småland    |       | 57.612272, 14.125813 | 10063500010001 | Ladda upp en till bild av detta fornminne |
| Månsarp 2:1                | Stenkrets                   |              | Månsarp, Småland    |       | 57.612838, 14.125543 | 10063500020001 | Ladda upp en bild av detta fornminne      |
| Månsarp 2:2                | Stenkrets                   |              | Månsarp, Småland    |       | 57.612762, 14.125387 | 10063500020002 | Ladda upp en bild av detta fornminne      |
| Månsarp 3:1                | Stensättning                |              | Månsarp, Småland    |       | 57.614681, 14.125557 | 10063500030001 | Ladda upp en bild av detta fornminne      |
| Månsarp 3:2                | Stenkrets                   |              | Månsarp, Småland    |       | 57.614692, 14.125325 | 10063500030002 | Ladda upp en bild av detta fornminne      |
| Månsarp 4:1                | Röse                        |              | Månsarp, Småland    |       | 57.617983, 14.128434 | 10063500040001 | Ladda upp en bild av detta fornminne      |
| Månsarp 5:1                | Röse                        |              | Månsarp, Småland    |       | 57.618189, 14.123536 | 10063500050001 | Ladda upp en bild av detta fornminne      |
| Månsarp 9:1                | Gravfält                    |              | Månsarp, Småland    |       | 57.636044, 14.046756 | 10063500090001 | Ladda upp en bild av detta fornminne      |
| Månsarp 10:1               | Röse                        |              | Månsarp, Småland    |       | 57.631396, 14.047379 | 10063500100001 | Ladda upp en bild av detta fornminne      |
| Månsarp 12:1               | Stenkrets                   |              | Månsarp, Småland    |       | 57.646376, 14.047097 | 10063500120001 | Ladda upp en bild av detta fornminne      |
| Månsarp 13:1               | Stenkrets                   |              | Månsarp, Småland    |       | 57.648364, 14.044100 | 10063500130001 | Ladda upp en bild av detta fornminne      |
| Månsarp 14:1               | Stenkrets                   |              | Månsarp, Småland    |       | 57.649026, 14.044017 | 10063500140001 | Ladda upp en bild av detta fornminne      |
| Månsarp 15:1               | Stensättning                |              | Månsarp, Småland    |       | 57.650382, 14.046757 | 10063500150001 | Ladda upp en bild av detta fornminne      |
| Månsarp 17:1               | Stensättning                |              | Månsarp, Småland    |       | 57.658177, 14.026466 | 10063500170001 | Ladda upp en bild av detta fornminne      |
| Månsarp 17:2               | Stenkrets                   |              | Månsarp, Småland    |       | 57.658020, 14.026415 | 10063500170002 | Ladda upp en bild av detta fornminne      |
| Månsarp 20:1               | Stensättning                |              | Månsarp, Småland    |       | 57.649380, 13.993429 | 10063500200001 | Ladda upp en bild av detta fornminne      |
| Månsarp 20:2               | Stenkrets                   |              | Månsarp, Småland    |       | 57.649251, 13.993477 | 10063500200002 | Ladda upp en bild av detta fornminne      |
| Månsarp 20:3               | Stenkrets                   |              | Månsarp, Småland    |       | 57.649140, 13.993559 | 10063500200003 | Ladda upp en bild av detta fornminne      |
| Månsarp 21:1               | Stensättning                |              | Månsarp, Småland    |       | 57.638157, 13.996923 | 10063500210001 | Ladda upp en bild av detta fornminne      |
| Månsarp 25:1               | Gravfält                    |              | Månsarp, Småland    |       | 57.684980, 14.050729 | 10063500250001 | Ladda upp en bild av detta fornminne      |
| Trälastenen (Månsarp 26:1) | Grav markerad av sten/block |              | Månsarp, Småland    |       | 57.681995, 14.058902 | 10063500260001 | Ladda upp en bild av detta fornminne      |
| Trälastenen (Månsarp 26:2) | Stenkrets                   |              | Månsarp, Småland    |       | 57.682210, 14.058856 | 10063500260002 | Ladda upp en bild av detta fornminne      |
| Månsarp 27:1               | Gravfält                    |              | Månsarp, Småland    |       | 57.686646, 14.049279 | 10063500270001 | Ladda upp en bild av detta fornminne      |
| Månsarp 28:1               | Gravfält                    |              | Månsarp, Småland    |       | 57.671498, 14.058300 | 10063500280001 | Ladda upp en bild av detta fornminne      |
| Månsarp 31:1               | Stensättning                |              | Månsarp, Småland    |       | 57.687723, 14.072564 | 10063500310001 | Ladda upp en bild av detta fornminne      |
| Månsarp 33:1               | Gravfält                    |              | Månsarp, Småland    |       | 57.675322, 14.120934 | 10063500330001 | Ladda upp en bild av detta fornminne      |
| Månsarp 36:1               | Stenkrets                   |              | Månsarp, Småland    |       | 57.673014, 14.110739 | 10063500360001 | Ladda upp en bild av detta fornminne      |
| Månsarp 38:1               | Gravfält                    |              | Månsarp, Småland    |       | 57.664222, 14.099381 | 10063500380001 | Ladda upp en bild av detta fornminne      |
| Månsarp 39:1               | Gravfält                    |              | Månsarp, Småland    |       | 57.657550, 14.104373 | 10063500390001 | Ladda upp en bild av detta fornminne      |
| Månsarp 40:1               | Stensättning                |              | Månsarp, Småland    |       | 57.646457, 14.109961 | 10063500400001 | Ladda upp en bild av detta fornminne      |
| Månsarp 41:1               | Röse                        |              | Månsarp, Småland    |       | 57.645590, 14.110421 | 10063500410001 | Ladda upp en bild av detta fornminne      |
| Hallastenen (Månsarp 42:1) | Grav markerad av sten/block |              | Månsarp, Småland    |       | 57.644178, 14.112445 | 10063500420001 | Ladda upp en bild av detta fornminne      |
| Månsarp 43:1               | Stensättning                |              | Månsarp, Småland    |       | 57.632662, 14.118703 | 10063500430001 | Ladda upp en bild av detta fornminne      |
| Månsarp 46:1               | Stensättning                |              | Månsarp, Småland    |       | 57.632386, 14.116402 | 10063500460001 | Ladda upp en bild av detta fornminne      |
| Månsarp 47:1               | Röse                        |              | Månsarp, Småland    |       | 57.623976, 14.124061 | 10063500470001 | Ladda upp en bild av detta fornminne      |
| Månsarp 52:1               | Röse                        |              | Månsarp, Småland    |       | 57.626010, 14.084750 | 10063500520001 | Ladda upp en bild av detta fornminne      |
| Månsarp 53:1               | Gravfält                    |              | Månsarp, Småland    |       | 57.624070, 14.083368 | 10063500530001 | Ladda upp en bild av detta fornminne      |
| Månsarp 54:1               | Stensättning                |              | Månsarp, Småland    |       | 57.624880, 14.072648 | 10063500540001 | Ladda upp en bild av detta fornminne      |
| Månsarp 55:1               | Stensättning                |              | Månsarp, Småland    |       | 57.646023, 14.083167 | 10063500550001 | Ladda upp en bild av detta fornminne      |
| Månsarp 56:1               | Stensättning                |              | Månsarp, Småland    |       | 57.631798, 14.116521 | 10063500560001 | Ladda upp en bild av detta fornminne      |
| Månsarp 57:1               | Röse                        |              | Månsarp, Småland    |       | 57.631256, 14.116454 | 10063500570001 | Ladda upp en bild av detta fornminne      |
| Månsarp 59:1               | Stensättning                |              | Månsarp, Småland    |       | 57.644253, 14.072233 | 10063500590001 | Ladda upp en bild av detta fornminne      |
| Månsarp 65:1               | Stenkrets                   |              | Månsarp, Småland    |       | 57.680959, 14.041695 | 10063500650001 | Ladda upp en bild av detta fornminne      |
| Månsarp 121:1              | Röse                        |              | Månsarp, Småland    |       | 57.633365, 14.049138 | 10063501210001 | Ladda upp en bild av detta fornminne      |
| Månsarp 124:1              | Begravningsplats            |              | Månsarp, Småland    |       | 57.661571, 14.071778 | 10063501240001 | Ladda upp en bild av detta fornminne      |
| Månsarp 124:2              | Kyrka/kapell                |              | Månsarp, Småland    |       | 57.661576, 14.071764 | 10063501240002 | Ladda upp en bild av detta fornminne      |
| Månsarp 142:1              | Stensättning                |              | Månsarp, Småland    |       | 57.677418, 14.111373 | 10063501420001 | Ladda upp en bild av detta fornminne      |
| Månsarp 142:2              | Stensättning                |              | Månsarp, Småland    |       | 57.677517, 14.111377 | 10063501420002 | Ladda upp en bild av detta fornminne      |
| Månsarp 151:1              | Stensättning                |              | Månsarp, Småland    |       | 57.631458, 14.059205 | 10063501510001 | Ladda upp en bild av detta fornminne      |
| Månsarp 153:1              | Stensättning                |              | Månsarp, Småland    |       | 57.631407, 14.057107 | 10063501530001 | Ladda upp en bild av detta fornminne      |
| Månsarp 168:1              | Stensättning                |              | Månsarp, Småland    |       | 57.634048, 14.049067 | 10063501680001 | Ladda upp en bild av detta fornminne      |
| Månsarp 191:1              | Stensättning                |              | Månsarp, Småland    |       | 57.657160, 14.046656 | 10063501910001 | Ladda upp en bild av detta fornminne      |

## Norra Unnaryd
| Namn                                     | Lämningstyp                 | Tillkomsttid | Historisk indelning    | Plats | Läge                 | ID-nr          | Bild                                 |
| ---------------------------------------- | --------------------------- | ------------ | ---------------------- | ----- | -------------------- | -------------- | ------------------------------------ |
| Norra Unnaryd 4:1                        | Röse                        |              | Norra Unnaryd, Småland |       | 57.604323, 13.708903 | 10064000040001 | Ladda upp en bild av detta fornminne |
| Norra Unnaryd 7:1                        | Röse                        |              | Norra Unnaryd, Småland |       | 57.583122, 13.760122 | 10064000070001 | Ladda upp en bild av detta fornminne |
| Norra Unnaryd 8:1                        | Stensättning                |              | Norra Unnaryd, Småland |       | 57.584193, 13.760882 | 10064000080001 | Ladda upp en bild av detta fornminne |
| Norra Unnaryd 9:1                        | Röse                        |              | Norra Unnaryd, Småland |       | 57.585324, 13.761549 | 10064000090001 | Ladda upp en bild av detta fornminne |
| Norra Unnaryd 10:1                       | Röse                        |              | Norra Unnaryd, Småland |       | 57.586161, 13.762496 | 10064000100001 | Ladda upp en bild av detta fornminne |
| Norra Unnaryd 11:1                       | Gravfält                    |              | Norra Unnaryd, Småland |       | 57.581090, 13.755865 | 10064000110001 | Ladda upp en bild av detta fornminne |
| Norra Unnaryd 12:1                       | Röse                        |              | Norra Unnaryd, Småland |       | 57.578431, 13.749830 | 10064000120001 | Ladda upp en bild av detta fornminne |
| Norra Unnaryd 15:1                       | Röse                        |              | Norra Unnaryd, Småland |       | 57.601224, 13.721948 | 10064000150001 | Ladda upp en bild av detta fornminne |
| Norra Unnaryd 16:1                       | Röse                        |              | Norra Unnaryd, Småland |       | 57.600735, 13.714785 | 10064000160001 | Ladda upp en bild av detta fornminne |
| Norra Unnaryd 16:2                       | Stenkrets                   |              | Norra Unnaryd, Småland |       | 57.600731, 13.715197 | 10064000160002 | Ladda upp en bild av detta fornminne |
| Norra Unnaryd 16:3                       | Röse                        |              | Norra Unnaryd, Småland |       | 57.600595, 13.715471 | 10064000160003 | Ladda upp en bild av detta fornminne |
| Norra Unnaryd 17:1                       | Röse                        |              | Norra Unnaryd, Småland |       | 57.600759, 13.724466 | 10064000170001 | Ladda upp en bild av detta fornminne |
| Norra Unnaryd 18:1                       | Röse                        |              | Norra Unnaryd, Småland |       | 57.603585, 13.730695 | 10064000180001 | Ladda upp en bild av detta fornminne |
| Norra Unnaryd 18:2                       | Stensättning                |              | Norra Unnaryd, Småland |       | 57.603842, 13.730683 | 10064000180002 | Ladda upp en bild av detta fornminne |
| Norra Unnaryd 19:1                       | Röse                        |              | Norra Unnaryd, Småland |       | 57.605335, 13.731463 | 10064000190001 | Ladda upp en bild av detta fornminne |
| Norra Unnaryd 20:1                       | Röse                        |              | Norra Unnaryd, Småland |       | 57.608681, 13.731548 | 10064000200001 | Ladda upp en bild av detta fornminne |
| Norra Unnaryd 23:1                       | Röse                        |              | Norra Unnaryd, Småland |       | 57.601583, 13.727237 | 10064000230001 | Ladda upp en bild av detta fornminne |
| Norra Unnaryd 23:2                       | Röse                        |              | Norra Unnaryd, Småland |       | 57.601449, 13.727254 | 10064000230002 | Ladda upp en bild av detta fornminne |
| Norra Unnaryd 23:3                       | Röse                        |              | Norra Unnaryd, Småland |       | 57.600979, 13.727281 | 10064000230003 | Ladda upp en bild av detta fornminne |
| Norra Unnaryd 27:1                       | Röse                        |              | Norra Unnaryd, Småland |       | 57.636749, 13.739238 | 10064000270001 | Ladda upp en bild av detta fornminne |
| Norra Unnaryd 28:1                       | Stensättning                |              | Norra Unnaryd, Småland |       | 57.636347, 13.732460 | 10064000280001 | Ladda upp en bild av detta fornminne |
| Norra Unnaryd 29:1                       | Röse                        |              | Norra Unnaryd, Småland |       | 57.627944, 13.747140 | 10064000290001 | Ladda upp en bild av detta fornminne |
| Norra Unnaryd 29:2                       | Röse                        |              | Norra Unnaryd, Småland |       | 57.628035, 13.747194 | 10064000290002 | Ladda upp en bild av detta fornminne |
| Norra Unnaryd 30:1                       | Röse                        |              | Norra Unnaryd, Småland |       | 57.634881, 13.759915 | 10064000300001 | Ladda upp en bild av detta fornminne |
| Norra Unnaryd 31:1                       | Grav markerad av sten/block |              | Norra Unnaryd, Småland |       | 57.642814, 13.777172 | 10064000310001 | Ladda upp en bild av detta fornminne |
| Norra Unnaryd 31:2                       | Grav markerad av sten/block |              | Norra Unnaryd, Småland |       | 57.642819, 13.777161 | 10064000310002 | Ladda upp en bild av detta fornminne |
| Norra Unnaryd 31:3                       | Grav markerad av sten/block |              | Norra Unnaryd, Småland |       | 57.642819, 13.777145 | 10064000310003 | Ladda upp en bild av detta fornminne |
| Norra Unnaryd 31:4                       | Stensättning                |              | Norra Unnaryd, Småland |       | 57.642823, 13.777153 | 10064000310004 | Ladda upp en bild av detta fornminne |
| Vallgårda Kyrkogård (Norra Unnaryd 32:1) | Begravningsplats            |              | Norra Unnaryd, Småland |       | 57.663008, 13.785100 | 10064000320001 | Ladda upp en bild av detta fornminne |
| Norra Unnaryd 35:1                       | Stenkrets                   |              | Norra Unnaryd, Småland |       | 57.617329, 13.814446 | 10064000350001 | Ladda upp en bild av detta fornminne |
| Norra Unnaryd 36:1                       | Stenkrets                   |              | Norra Unnaryd, Småland |       | 57.626378, 13.819894 | 10064000360001 | Ladda upp en bild av detta fornminne |
| Norra Unnaryd 37:1                       | Röse                        |              | Norra Unnaryd, Småland |       | 57.626432, 13.806829 | 10064000370001 | Ladda upp en bild av detta fornminne |
| Norra Unnaryd 37:2                       | Stenkrets                   |              | Norra Unnaryd, Småland |       | 57.626624, 13.806908 | 10064000370002 | Ladda upp en bild av detta fornminne |
| Norra Unnaryd 41:1                       | Stenkrets                   |              | Norra Unnaryd, Småland |       | 57.618503, 13.818359 | 10064000410001 | Ladda upp en bild av detta fornminne |
| Norra Unnaryd 41:2                       | Grav markerad av sten/block |              | Norra Unnaryd, Småland |       | 57.618520, 13.818476 | 10064000410002 | Ladda upp en bild av detta fornminne |
| Norra Unnaryd 41:3                       | Stensättning                |              | Norra Unnaryd, Småland |       | 57.618567, 13.818718 | 10064000410003 | Ladda upp en bild av detta fornminne |
| Norra Unnaryd 42:1                       | Röse                        |              | Norra Unnaryd, Småland |       | 57.619648, 13.821909 | 10064000420001 | Ladda upp en bild av detta fornminne |
| Norra Unnaryd 76:1                       | Röse                        |              | Norra Unnaryd, Småland |       | 57.631703, 13.757045 | 10064000760001 | Ladda upp en bild av detta fornminne |
| Norra Unnaryd 90:1                       | Röse                        |              | Norra Unnaryd, Småland |       | 57.613813, 13.733246 | 10064000900001 | Ladda upp en bild av detta fornminne |
| Norra Unnaryd 91:1                       | Röse                        |              | Norra Unnaryd, Småland |       | 57.614260, 13.734549 | 10064000910001 | Ladda upp en bild av detta fornminne |
| Norra Unnaryd 91:2                       | Röse                        |              | Norra Unnaryd, Småland |       | 57.614397, 13.734542 | 10064000910002 | Ladda upp en bild av detta fornminne |
| Norra Unnaryd 92:1                       | Röse                        |              | Norra Unnaryd, Småland |       | 57.612605, 13.733925 | 10064000920001 | Ladda upp en bild av detta fornminne |
| Norra Unnaryd 95:1                       | Röse                        |              | Norra Unnaryd, Småland |       | 57.598812, 13.725677 | 10064000950001 | Ladda upp en bild av detta fornminne |
| Norra Unnaryd 96:1                       | Stenkrets                   |              | Norra Unnaryd, Småland |       | 57.605104, 13.721010 | 10064000960001 | Ladda upp en bild av detta fornminne |
| Norra Unnaryd 96:2                       | Stenkrets                   |              | Norra Unnaryd, Småland |       | 57.604929, 13.720723 | 10064000960002 | Ladda upp en bild av detta fornminne |
| Norra Unnaryd 100:1                      | Röse                        |              | Norra Unnaryd, Småland |       | 57.615053, 13.733371 | 10064001000001 | Ladda upp en bild av detta fornminne |
| Norra Unnaryd 107:1                      | Röse                        |              | Norra Unnaryd, Småland |       | 57.600111, 13.724027 | 10064001070001 | Ladda upp en bild av detta fornminne |
| Norra Unnaryd 109:1                      | Stensättning                |              | Norra Unnaryd, Småland |       | 57.595537, 13.724770 | 10064001090001 | Ladda upp en bild av detta fornminne |

## Rogberga
| Namn                            | Lämningstyp                 | Tillkomsttid | Historisk indelning | Plats          | Läge                 | ID-nr          | Bild                                      |
| ------------------------------- | --------------------------- | ------------ | ------------------- | -------------- | -------------------- | -------------- | ----------------------------------------- |
| Jättekyrkogården (Rogberga 6:1) | Gravfält                    |              | Rogberga, Småland   |                | 57.661011, 14.244088 | 10065000060001 | Ladda upp en bild av detta fornminne      |
| Rogberga 9:1                    | Stenkrets                   |              | Rogberga, Småland   |                | 57.695816, 14.228517 | 10065000090001 | Ladda upp en till bild av detta fornminne |
| Rogberga 10:1                   | Gravfält                    |              | Rogberga, Småland   |                | 57.669376, 14.218816 | 10065000100001 | Ladda upp en bild av detta fornminne      |
| Rogberga 12:1                   | Stensättning                |              | Rogberga, Småland   |                | 57.704528, 14.278783 | 10065000120001 | Ladda upp en bild av detta fornminne      |
| Rogberga 13:1                   | Stensättning                |              | Rogberga, Småland   |                | 57.707606, 14.280896 | 10065000130001 | Ladda upp en bild av detta fornminne      |
| Rogberga 14:1                   | Stensättning                |              | Rogberga, Småland   |                | 57.706102, 14.281134 | 10065000140001 | Ladda upp en bild av detta fornminne      |
| Rogberga 14:2                   | Stensättning                |              | Rogberga, Småland   |                | 57.705684, 14.281406 | 10065000140002 | Ladda upp en bild av detta fornminne      |
| Rogberga 14:3                   | Stensättning                |              | Rogberga, Småland   |                | 57.705558, 14.281328 | 10065000140003 | Ladda upp en bild av detta fornminne      |
| Rogberga 17:1                   | Grav markerad av sten/block |              | Rogberga, Småland   |                | 57.735017, 14.290450 | 10065000170001 | Ladda upp en bild av detta fornminne      |
| Sm 121 (Rogberga 20:1)          | Runristning                 |              | Rogberga, Småland   | Rogberga kyrka | 57.733411, 14.281502 | 10065000200001 | Ladda upp en till bild av detta fornminne |
| Rogberga 23:1                   | Stensättning                |              | Rogberga, Småland   |                | 57.722999, 14.265126 | 10065000230001 | Ladda upp en bild av detta fornminne      |
| Rogberga 23:2                   | Stensättning                |              | Rogberga, Småland   |                | 57.723129, 14.265120 | 10065000230002 | Ladda upp en bild av detta fornminne      |
| Rogberga 24:1                   | Stensättning                |              | Rogberga, Småland   |                | 57.722148, 14.281198 | 10065000240001 | Ladda upp en bild av detta fornminne      |
| Rogberga 85:1                   | Stensättning                |              | Rogberga, Småland   |                | 57.672628, 14.327866 | 10065000850001 | Ladda upp en bild av detta fornminne      |
| Rogberga 93:1                   | Gravfält                    |              | Rogberga, Småland   |                | 57.678199, 14.300012 | 10065000930001 | Ladda upp en bild av detta fornminne      |
| Rogberga 131:1                  | Stensättning                |              | Rogberga, Småland   |                | 57.737541, 14.293485 | 10065001310001 | Ladda upp en bild av detta fornminne      |
| Rogberga 132:1                  | Stensättning                |              | Rogberga, Småland   |                | 57.737419, 14.283478 | 10065001320001 | Ladda upp en bild av detta fornminne      |
| Rogberga 143:1                  | Stensättning                |              | Rogberga, Småland   |                | 57.736166, 14.295410 | 10065001430001 | Ladda upp en bild av detta fornminne      |
| Rogberga 143:2                  | Stensättning                |              | Rogberga, Småland   |                | 57.736090, 14.295790 | 10065001430002 | Ladda upp en bild av detta fornminne      |

## Sandseryd
| Namn                        | Lämningstyp                 | Tillkomsttid | Historisk indelning | Plats | Läge                 | ID-nr          | Bild                                 |
| --------------------------- | --------------------------- | ------------ | ------------------- | ----- | -------------------- | -------------- | ------------------------------------ |
| Sandseryd 4:1               | Stensättning                |              | Sandseryd, Småland  |       | 57.775110, 14.099975 | 10301000040001 | Ladda upp en bild av detta fornminne |
| Sandseryd 6:1               | Stensättning                |              | Sandseryd, Småland  |       | 57.768823, 14.099221 | 10301000060001 | Ladda upp en bild av detta fornminne |
| Sandseryd 7:1               | Stenkrets                   |              | Sandseryd, Småland  |       | 57.765004, 14.099376 | 10301000070001 | Ladda upp en bild av detta fornminne |
| Sandseryd 7:2               | Stensättning                |              | Sandseryd, Småland  |       | 57.764941, 14.099776 | 10301000070002 | Ladda upp en bild av detta fornminne |
| Sandseryd 8:1               | Stenkrets                   |              | Sandseryd, Småland  |       | 57.770533, 14.099969 | 10301000080001 | Ladda upp en bild av detta fornminne |
| Sandseryd 8:2               | Stenkrets                   |              | Sandseryd, Småland  |       | 57.770527, 14.100206 | 10301000080002 | Ladda upp en bild av detta fornminne |
| Sandseryd 8:3               | Hög                         |              | Sandseryd, Småland  |       | 57.770522, 14.100411 | 10301000080003 | Ladda upp en bild av detta fornminne |
| Sandseryd 9:1               | Gravfält                    |              | Sandseryd, Småland  |       | 57.758458, 14.099047 | 10301000090001 | Ladda upp en bild av detta fornminne |
| Sandseryd 12:1              | Stensättning                |              | Sandseryd, Småland  |       | 57.762154, 14.100317 | 10301000120001 | Ladda upp en bild av detta fornminne |
| Sandseryd 12:2              | Stenkrets                   |              | Sandseryd, Småland  |       | 57.761984, 14.100349 | 10301000120002 | Ladda upp en bild av detta fornminne |
| Sandseryd 12:3              | Stensättning                |              | Sandseryd, Småland  |       | 57.761997, 14.100661 | 10301000120003 | Ladda upp en bild av detta fornminne |
| Sandseryd 16:1              | Gravfält                    |              | Sandseryd, Småland  |       | 57.714922, 13.997175 | 10301000160001 | Ladda upp en bild av detta fornminne |
| Sandseryd 21:1              | Röse                        |              | Sandseryd, Småland  |       | 57.743150, 14.078633 | 10301000210001 | Ladda upp en bild av detta fornminne |
| Sandseryd 22:1              | Röse                        |              | Sandseryd, Småland  |       | 57.739131, 14.046905 | 10301000220001 | Ladda upp en bild av detta fornminne |
| Sandseryd 22:2              | Röse                        |              | Sandseryd, Småland  |       | 57.738946, 14.046939 | 10301000220002 | Ladda upp en bild av detta fornminne |
| Sandseryd 22:3              | Stenkrets                   |              | Sandseryd, Småland  |       | 57.739266, 14.047097 | 10301000220003 | Ladda upp en bild av detta fornminne |
| Sandseryd 24:1              | Gravfält                    |              | Sandseryd, Småland  |       | 57.749379, 14.081857 | 10301000240001 | Ladda upp en bild av detta fornminne |
| Sandseryd 26:1              | Stenkrets                   |              | Sandseryd, Småland  |       | 57.728034, 14.080832 | 10301000260001 | Ladda upp en bild av detta fornminne |
| Vasakullen (Sandseryd 27:1) | Stenkrets                   |              | Sandseryd, Småland  |       | 57.732224, 14.065239 | 10301000270001 | Ladda upp en bild av detta fornminne |
| Sandseryd 28:2              | Stenkrets                   |              | Sandseryd, Småland  |       | 57.722439, 14.081802 | 10301000280002 | Ladda upp en bild av detta fornminne |
| Sandseryd 29:1              | Stenkrets                   |              | Sandseryd, Småland  |       | 57.715277, 14.044107 | 10301000290001 | Ladda upp en bild av detta fornminne |
| Sandseryd 32:1              | Hög                         |              | Sandseryd, Småland  |       | 57.713362, 14.089789 | 10301000320001 | Ladda upp en bild av detta fornminne |
| Sandseryd 34:1              | Stensättning                |              | Sandseryd, Småland  |       | 57.705664, 14.026125 | 10301000340001 | Ladda upp en bild av detta fornminne |
| Sandseryd 34:2              | Stensättning                |              | Sandseryd, Småland  |       | 57.706013, 14.026292 | 10301000340002 | Ladda upp en bild av detta fornminne |
| Sandseryd 35:1              | Stenkrets                   |              | Sandseryd, Småland  |       | 57.709626, 14.014857 | 10301000350001 | Ladda upp en bild av detta fornminne |
| Sandseryd 35:2              | Grav markerad av sten/block |              | Sandseryd, Småland  |       | 57.709664, 14.014662 | 10301000350002 | Ladda upp en bild av detta fornminne |
| Sandseryd 36:1              | Gravfält                    |              | Sandseryd, Småland  |       | 57.708119, 14.065829 | 10301000360001 | Ladda upp en bild av detta fornminne |
| Sandseryd 38:1              | Stenkrets                   |              | Sandseryd, Småland  |       | 57.713090, 14.066811 | 10301000380001 | Ladda upp en bild av detta fornminne |
| Sandseryd 38:2              | Stenkrets                   |              | Sandseryd, Småland  |       | 57.713001, 14.066946 | 10301000380002 | Ladda upp en bild av detta fornminne |
| Sandseryd 41:1              | Gravfält                    |              | Sandseryd, Småland  |       | 57.702806, 14.082244 | 10301000410001 | Ladda upp en bild av detta fornminne |
| Sandseryd 42:1              | Gravfält                    |              | Sandseryd, Småland  |       | 57.694075, 14.093139 | 10301000420001 | Ladda upp en bild av detta fornminne |
| Sandseryd 219:1             | Stensättning                |              | Sandseryd, Småland  |       | 57.712848, 14.007247 | 10301002190001 | Ladda upp en bild av detta fornminne |
| Sandseryd 224:1             | Stensättning                |              | Sandseryd, Småland  |       | 57.747553, 14.056089 | 10301002240001 | Ladda upp en bild av detta fornminne |
| Sandseryd 224:2             | Stensättning                |              | Sandseryd, Småland  |       | 57.747602, 14.055862 | 10301002240002 | Ladda upp en bild av detta fornminne |
| Sandseryd 233:1             | Runristning                 |              | Sandseryd, Småland  |       | 57.699559, 14.108379 | 10301002330001 | Ladda upp en bild av detta fornminne |

## Skärstad
| Namn                        | Lämningstyp                      | Tillkomsttid | Historisk indelning | Plats | Läge                 | ID-nr          | Bild                                      |
| --------------------------- | -------------------------------- | ------------ | ------------------- | ----- | -------------------- | -------------- | ----------------------------------------- |
| Skärstad 2:1                | Stenkrets                        |              | Skärstad, Småland   |       | 57.893906, 14.335580 | 10065800020001 | Ladda upp en bild av detta fornminne      |
| Skärstad 3:1                | Stensättning                     |              | Skärstad, Småland   |       | 57.889017, 14.346505 | 10065800030001 | Ladda upp en bild av detta fornminne      |
| Skärstad 3:2                | Stensättning                     |              | Skärstad, Småland   |       | 57.889243, 14.346368 | 10065800030002 | Ladda upp en bild av detta fornminne      |
| Skärstad 5:2                | Hög                              |              | Skärstad, Småland   |       | 57.886675, 14.351602 | 10065800050002 | Ladda upp en bild av detta fornminne      |
| Skärstad 6:1                | Stensättning                     |              | Skärstad, Småland   |       | 57.890207, 14.358486 | 10065800060001 | Ladda upp en bild av detta fornminne      |
| Linnerhultet (Skärstad 7:1) | Grav- och boplatsområde          |              | Skärstad, Småland   |       | 57.911658, 14.412385 | 10065800070001 | Ladda upp en bild av detta fornminne      |
| Skärstad 8:1                | Gravfält                         |              | Skärstad, Småland   |       | 57.913091, 14.411606 | 10065800080001 | Ladda upp en bild av detta fornminne      |
| Skärstad 9:1                | Stensättning                     |              | Skärstad, Småland   |       | 57.915465, 14.411654 | 10065800090001 | Ladda upp en bild av detta fornminne      |
| Skärstad 9:2                | Stensättning                     |              | Skärstad, Småland   |       | 57.915313, 14.411450 | 10065800090002 | Ladda upp en bild av detta fornminne      |
| Skärstad 9:3                | Stensättning                     |              | Skärstad, Småland   |       | 57.915368, 14.411915 | 10065800090003 | Ladda upp en bild av detta fornminne      |
| Skärstad 11:1               | Stensättning                     |              | Skärstad, Småland   |       | 57.902697, 14.416454 | 10065800110001 | Ladda upp en bild av detta fornminne      |
| Skärstad 11:2               | Stensättning                     |              | Skärstad, Småland   |       | 57.902782, 14.416382 | 10065800110002 | Ladda upp en bild av detta fornminne      |
| Skärstad 11:3               | Stensättning                     |              | Skärstad, Småland   |       | 57.902873, 14.416367 | 10065800110003 | Ladda upp en bild av detta fornminne      |
| Skärstad 11:4               | Stensättning                     |              | Skärstad, Småland   |       | 57.902893, 14.416504 | 10065800110004 | Ladda upp en bild av detta fornminne      |
| Skärstad 12:1               | Gravfält                         |              | Skärstad, Småland   |       | 57.902506, 14.417816 | 10065800120001 | Ladda upp en bild av detta fornminne      |
| Skärstad 13:1               | Gravfält                         |              | Skärstad, Småland   |       | 57.901445, 14.417704 | 10065800130001 | Ladda upp en bild av detta fornminne      |
| Skärstad 14:1               | Stensättning                     |              | Skärstad, Småland   |       | 57.901810, 14.422942 | 10065800140001 | Ladda upp en bild av detta fornminne      |
| Skärstad 16:1               | Stensättning                     |              | Skärstad, Småland   |       | 57.900037, 14.420110 | 10065800160001 | Ladda upp en bild av detta fornminne      |
| Skärstad 16:2               | Stensättning                     |              | Skärstad, Småland   |       | 57.900030, 14.420343 | 10065800160002 | Ladda upp en bild av detta fornminne      |
| Skärstad 28:1               | Stensättning                     |              | Skärstad, Småland   |       | 57.876349, 14.305568 | 10065800280001 | Ladda upp en bild av detta fornminne      |
| Skärstad 31:1               | Stensättning                     |              | Skärstad, Småland   |       | 57.914171, 14.411589 | 10065800310001 | Ladda upp en bild av detta fornminne      |
| Skärstad 31:2               | Stensättning                     |              | Skärstad, Småland   |       | 57.913862, 14.411662 | 10065800310002 | Ladda upp en bild av detta fornminne      |
| Vista kulle (Skärstad 33:1) | Fornborg                         |              | Skärstad, Småland   |       | 57.855358, 14.272388 | 10065800330001 | Ladda upp en till bild av detta fornminne |
| Vista kulle (Skärstad 33:4) | Husgrund, förhistorisk/medeltida |              | Skärstad, Småland   |       | 57.855631, 14.271416 | 10065800330004 | Ladda upp en bild av detta fornminne      |
| Skärstad 34:1               | Stensättning                     |              | Skärstad, Småland   |       | 57.918985, 14.376866 | 10065800340001 | Ladda upp en bild av detta fornminne      |
| Skärstad 39:1               | Stensättning                     |              | Skärstad, Småland   |       | 57.892836, 14.338072 | 10065800390001 | Ladda upp en bild av detta fornminne      |
| Skärstad 40:1               | Stensättning                     |              | Skärstad, Småland   |       | 57.891841, 14.340705 | 10065800400001 | Ladda upp en bild av detta fornminne      |
| Skärstad 41:1               | Stensättning                     |              | Skärstad, Småland   |       | 57.895343, 14.355092 | 10065800410001 | Ladda upp en bild av detta fornminne      |
| Skärstad 42:1               | Gravfält                         |              | Skärstad, Småland   |       | 57.918224, 14.377199 | 10065800420001 | Ladda upp en bild av detta fornminne      |
| Skärstad 44:1               | Stensättning                     |              | Skärstad, Småland   |       | 57.859660, 14.288176 | 10065800440001 | Ladda upp en bild av detta fornminne      |
| Skärstad 44:2               | Stensättning                     |              | Skärstad, Småland   |       | 57.859593, 14.288008 | 10065800440002 | Ladda upp en bild av detta fornminne      |
| Skärstad 45:1               | Stensättning                     |              | Skärstad, Småland   |       | 57.861012, 14.287194 | 10065800450001 | Ladda upp en bild av detta fornminne      |
| Skärstad 45:2               | Stensättning                     |              | Skärstad, Småland   |       | 57.860908, 14.287337 | 10065800450002 | Ladda upp en bild av detta fornminne      |
| Skärstad 47:1               | Stensättning                     |              | Skärstad, Småland   |       | 57.861853, 14.281118 | 10065800470001 | Ladda upp en bild av detta fornminne      |
| Skärstad 47:2               | Stensättning                     |              | Skärstad, Småland   |       | 57.861926, 14.281333 | 10065800470002 | Ladda upp en bild av detta fornminne      |
| Skärstad 48:1               | Stensättning                     |              | Skärstad, Småland   |       | 57.870269, 14.285923 | 10065800480001 | Ladda upp en bild av detta fornminne      |
| Skärstad 49:1               | Stensättning                     |              | Skärstad, Småland   |       | 57.871110, 14.278286 | 10065800490001 | Ladda upp en bild av detta fornminne      |
| Skärstad 49:2               | Stensättning                     |              | Skärstad, Småland   |       | 57.871221, 14.278186 | 10065800490002 | Ladda upp en bild av detta fornminne      |
| Skärstad 51:1               | Hög                              |              | Skärstad, Småland   |       | 57.892520, 14.380517 | 10065800510001 | Ladda upp en bild av detta fornminne      |
| Skärstad 53:1               | Stensättning                     |              | Skärstad, Småland   |       | 57.891770, 14.412074 | 10065800530001 | Ladda upp en bild av detta fornminne      |
| Skärstad 53:2               | Stensättning                     |              | Skärstad, Småland   |       | 57.891803, 14.411967 | 10065800530002 | Ladda upp en bild av detta fornminne      |
| Skärstad 53:3               | Stensättning                     |              | Skärstad, Småland   |       | 57.891727, 14.412245 | 10065800530003 | Ladda upp en bild av detta fornminne      |
| Skärstad 53:4               | Stensättning                     |              | Skärstad, Småland   |       | 57.891626, 14.412249 | 10065800530004 | Ladda upp en bild av detta fornminne      |
| Skärstad 54:1               | Röse                             |              | Skärstad, Småland   |       | 57.889185, 14.405955 | 10065800540001 | Ladda upp en bild av detta fornminne      |
| Skärstad 55:1               | Stensättning                     |              | Skärstad, Småland   |       | 57.888675, 14.401068 | 10065800550001 | Ladda upp en bild av detta fornminne      |
| Skärstad 55:2               | Stensättning                     |              | Skärstad, Småland   |       | 57.888551, 14.400942 | 10065800550002 | Ladda upp en bild av detta fornminne      |
| Skärstad 56:1               | Stensättning                     |              | Skärstad, Småland   |       | 57.880478, 14.385443 | 10065800560001 | Ladda upp en bild av detta fornminne      |
| Skärstad 56:2               | Stensättning                     |              | Skärstad, Småland   |       | 57.880753, 14.385455 | 10065800560002 | Ladda upp en bild av detta fornminne      |
| Skärstad 56:3               | Grav markerad av sten/block      |              | Skärstad, Småland   |       | 57.880852, 14.385485 | 10065800560003 | Ladda upp en bild av detta fornminne      |
| Skärstad 58:1               | Gravfält                         |              | Skärstad, Småland   |       | 57.898196, 14.358367 | 10065800580001 | Ladda upp en bild av detta fornminne      |
| Skärstad 59:1               | Stensättning                     |              | Skärstad, Småland   |       | 57.896686, 14.354674 | 10065800590001 | Ladda upp en bild av detta fornminne      |
| Skärstad 60:1               | Stensättning                     |              | Skärstad, Småland   |       | 57.905990, 14.367497 | 10065800600001 | Ladda upp en bild av detta fornminne      |
| Skärstad 61:1               | Gravfält                         |              | Skärstad, Småland   |       | 57.904342, 14.369312 | 10065800610001 | Ladda upp en bild av detta fornminne      |
| Skärstad 62:1               | Stensättning                     |              | Skärstad, Småland   |       | 57.901303, 14.363689 | 10065800620001 | Ladda upp en bild av detta fornminne      |
| Skärstad 62:2               | Stensättning                     |              | Skärstad, Småland   |       | 57.901433, 14.363615 | 10065800620002 | Ladda upp en bild av detta fornminne      |
| Skärstad 62:3               | Stensättning                     |              | Skärstad, Småland   |       | 57.901531, 14.363777 | 10065800620003 | Ladda upp en bild av detta fornminne      |
| Skärstad 63:1               | Stensättning                     |              | Skärstad, Småland   |       | 57.908069, 14.368747 | 10065800630001 | Ladda upp en bild av detta fornminne      |
| Skärstad 63:2               | Stensättning                     |              | Skärstad, Småland   |       | 57.907960, 14.368707 | 10065800630002 | Ladda upp en bild av detta fornminne      |
| Skärstad 63:3               | Stensättning                     |              | Skärstad, Småland   |       | 57.908034, 14.368533 | 10065800630003 | Ladda upp en bild av detta fornminne      |
| Skärstad 64:1               | Stensättning                     |              | Skärstad, Småland   |       | 57.909110, 14.370854 | 10065800640001 | Ladda upp en bild av detta fornminne      |
| Skärstad 64:2               | Stensättning                     |              | Skärstad, Småland   |       | 57.908936, 14.371120 | 10065800640002 | Ladda upp en bild av detta fornminne      |
| Rulleberget (Skärstad 65:1) | Gravfält                         |              | Skärstad, Småland   |       | 57.911982, 14.362997 | 10065800650001 | Ladda upp en bild av detta fornminne      |
| Skärstad 66:1               | Stensättning                     |              | Skärstad, Småland   |       | 57.914355, 14.370898 | 10065800660001 | Ladda upp en bild av detta fornminne      |
| Skärstad 135:1              | Stensättning                     |              | Skärstad, Småland   |       | 57.866163, 14.347837 | 10065801350001 | Ladda upp en bild av detta fornminne      |
| Skärstad 135:2              | Stensättning                     |              | Skärstad, Småland   |       | 57.866433, 14.348125 | 10065801350002 | Ladda upp en bild av detta fornminne      |
| Skärstad 136:1              | Stensättning                     |              | Skärstad, Småland   |       | 57.859258, 14.334814 | 10065801360001 | Ladda upp en bild av detta fornminne      |
| Skärstad 136:2              | Stensättning                     |              | Skärstad, Småland   |       | 57.859432, 14.335580 | 10065801360002 | Ladda upp en bild av detta fornminne      |
| Skärstad 137:1              | Stensättning                     |              | Skärstad, Småland   |       | 57.856278, 14.337532 | 10065801370001 | Ladda upp en bild av detta fornminne      |
| Skärstad 137:2              | Stensättning                     |              | Skärstad, Småland   |       | 57.856232, 14.337258 | 10065801370002 | Ladda upp en bild av detta fornminne      |
| Skärstad 154:1              | Stensättning                     |              | Skärstad, Småland   |       | 57.888889, 14.319256 | 10065801540001 | Ladda upp en bild av detta fornminne      |
| Skärstad 155:1              | Stensättning                     |              | Skärstad, Småland   |       | 57.892747, 14.312705 | 10065801550001 | Ladda upp en bild av detta fornminne      |
| Skärstad 156:1              | Stensättning                     |              | Skärstad, Småland   |       | 57.890430, 14.313091 | 10065801560001 | Ladda upp en bild av detta fornminne      |
| Skärstad 156:2              | Stensättning                     |              | Skärstad, Småland   |       | 57.890309, 14.312144 | 10065801560002 | Ladda upp en bild av detta fornminne      |
| Skärstad 156:3              | Stensättning                     |              | Skärstad, Småland   |       | 57.890171, 14.312198 | 10065801560003 | Ladda upp en bild av detta fornminne      |

## Svarttorp
| Namn                                 | Lämningstyp                 | Tillkomsttid | Historisk indelning | Plats | Läge                 | ID-nr          | Bild                                 |
| ------------------------------------ | --------------------------- | ------------ | ------------------- | ----- | -------------------- | -------------- | ------------------------------------ |
| Svarttorp 6:1                        | Röse                        |              | Svarttorp, Småland  |       | 57.864845, 14.468339 | 10066200060001 | Ladda upp en bild av detta fornminne |
| Svarttorp 7:1                        | Stenkrets                   |              | Svarttorp, Småland  |       | 57.864023, 14.468324 | 10066200070001 | Ladda upp en bild av detta fornminne |
| Svarttorp 9:1                        | Gravfält                    |              | Svarttorp, Småland  |       | 57.853289, 14.465430 | 10066200090001 | Ladda upp en bild av detta fornminne |
| Svarttorp 10:1                       | Stensättning                |              | Svarttorp, Småland  |       | 57.855723, 14.452074 | 10066200100001 | Ladda upp en bild av detta fornminne |
| Svarttorp 11:1                       | Gravfält                    |              | Svarttorp, Småland  |       | 57.855098, 14.452813 | 10066200110001 | Ladda upp en bild av detta fornminne |
| Svarttorp 12:1                       | Stensättning                |              | Svarttorp, Småland  |       | 57.855465, 14.453317 | 10066200120001 | Ladda upp en bild av detta fornminne |
| Fåraberget (berget) (Svarttorp 16:1) | Stensättning                |              | Svarttorp, Småland  |       | 57.853235, 14.475221 | 10066200160001 | Ladda upp en bild av detta fornminne |
| Svarttorp 25:1                       | Röse                        |              | Svarttorp, Småland  |       | 57.823647, 14.451930 | 10066200250001 | Ladda upp en bild av detta fornminne |
| Svarttorp 25:2                       | Röse                        |              | Svarttorp, Småland  |       | 57.823431, 14.451492 | 10066200250002 | Ladda upp en bild av detta fornminne |
| Svarttorp 29:1                       | Stensättning                |              | Svarttorp, Småland  |       | 57.822715, 14.443313 | 10066200290001 | Ladda upp en bild av detta fornminne |
| Svarttorp 29:2                       | Stensättning                |              | Svarttorp, Småland  |       | 57.822748, 14.443018 | 10066200290002 | Ladda upp en bild av detta fornminne |
| Svarttorp 29:3                       | Stensättning                |              | Svarttorp, Småland  |       | 57.822601, 14.443041 | 10066200290003 | Ladda upp en bild av detta fornminne |
| Svarttorp 29:4                       | Stensättning                |              | Svarttorp, Småland  |       | 57.822595, 14.443283 | 10066200290004 | Ladda upp en bild av detta fornminne |
| Svarttorp 32:1                       | Stensättning                |              | Svarttorp, Småland  |       | 57.822753, 14.427880 | 10066200320001 | Ladda upp en bild av detta fornminne |
| Svarttorp 33:1                       | Stensättning                |              | Svarttorp, Småland  |       | 57.823377, 14.425670 | 10066200330001 | Ladda upp en bild av detta fornminne |
| Svarttorp 34:1                       | Gravfält                    |              | Svarttorp, Småland  |       | 57.821148, 14.422969 | 10066200340001 | Ladda upp en bild av detta fornminne |
| Svarttorp 35:1                       | Grav markerad av sten/block |              | Svarttorp, Småland  |       | 57.820966, 14.422404 | 10066200350001 | Ladda upp en bild av detta fornminne |
| Svarttorp 36:1                       | Gravfält                    |              | Svarttorp, Småland  |       | 57.820628, 14.423510 | 10066200360001 | Ladda upp en bild av detta fornminne |
| Svarttorp 37:2                       | Röse                        |              | Svarttorp, Småland  |       | 57.819679, 14.425757 | 10066200370002 | Ladda upp en bild av detta fornminne |
| Svarttorp 38:1                       | Stensättning                |              | Svarttorp, Småland  |       | 57.817519, 14.425269 | 10066200380001 | Ladda upp en bild av detta fornminne |
| Svarttorp 38:2                       | Röse                        |              | Svarttorp, Småland  |       | 57.817635, 14.425807 | 10066200380002 | Ladda upp en bild av detta fornminne |
| Svarttorp 39:1                       | Stensättning                |              | Svarttorp, Småland  |       | 57.816354, 14.426900 | 10066200390001 | Ladda upp en bild av detta fornminne |
| Svarttorp 40:2                       | Röse                        |              | Svarttorp, Småland  |       | 57.814482, 14.425614 | 10066200400002 | Ladda upp en bild av detta fornminne |
| Svarttorp 41:1                       | Gravfält                    |              | Svarttorp, Småland  |       | 57.807841, 14.426940 | 10066200410001 | Ladda upp en bild av detta fornminne |
| Svarttorp 42:1                       | Gravfält                    |              | Svarttorp, Småland  |       | 57.808201, 14.427427 | 10066200420001 | Ladda upp en bild av detta fornminne |
| Svarttorp 44:1                       | Stensättning                |              | Svarttorp, Småland  |       | 57.816828, 14.431036 | 10066200440001 | Ladda upp en bild av detta fornminne |
| Svarttorp 44:2                       | Stensättning                |              | Svarttorp, Småland  |       | 57.817195, 14.430755 | 10066200440002 | Ladda upp en bild av detta fornminne |
| Svarttorp 44:3                       | Stensättning                |              | Svarttorp, Småland  |       | 57.817450, 14.430870 | 10066200440003 | Ladda upp en bild av detta fornminne |
| Svarttorp 44:4                       | Stensättning                |              | Svarttorp, Småland  |       | 57.817026, 14.429900 | 10066200440004 | Ladda upp en bild av detta fornminne |
| Svarttorp 45:1                       | Stensättning                |              | Svarttorp, Småland  |       | 57.817684, 14.429595 | 10066200450001 | Ladda upp en bild av detta fornminne |
| Svarttorp 45:2                       | Stensättning                |              | Svarttorp, Småland  |       | 57.817602, 14.429821 | 10066200450002 | Ladda upp en bild av detta fornminne |
| Svarttorp 46:2                       | Stensättning                |              | Svarttorp, Småland  |       | 57.820751, 14.425106 | 10066200460002 | Ladda upp en bild av detta fornminne |
| Svarttorp 52:1                       | Stensättning                |              | Svarttorp, Småland  |       | 57.814828, 14.457483 | 10066200520001 | Ladda upp en bild av detta fornminne |
| Svarttorp 52:2                       | Stensättning                |              | Svarttorp, Småland  |       | 57.814659, 14.457441 | 10066200520002 | Ladda upp en bild av detta fornminne |
| Svarttorp 52:3                       | Stensättning                |              | Svarttorp, Småland  |       | 57.814481, 14.457617 | 10066200520003 | Ladda upp en bild av detta fornminne |
| Svarttorp 53:1                       | Röse                        |              | Svarttorp, Småland  |       | 57.815117, 14.453930 | 10066200530001 | Ladda upp en bild av detta fornminne |
| Svarttorp 54:1                       | Röse                        |              | Svarttorp, Småland  |       | 57.816833, 14.446202 | 10066200540001 | Ladda upp en bild av detta fornminne |
| Svarttorp 56:1                       | Stensättning                |              | Svarttorp, Småland  |       | 57.814291, 14.453158 | 10066200560001 | Ladda upp en bild av detta fornminne |
| Svarttorp 57:1                       | Gravfält                    |              | Svarttorp, Småland  |       | 57.814944, 14.450055 | 10066200570001 | Ladda upp en bild av detta fornminne |
| Svarttorp 58:1                       | Stensättning                |              | Svarttorp, Småland  |       | 57.816256, 14.450292 | 10066200580001 | Ladda upp en bild av detta fornminne |
| Svarttorp 59:1                       | Gravfält                    |              | Svarttorp, Småland  |       | 57.816785, 14.472006 | 10066200590001 | Ladda upp en bild av detta fornminne |
| Svarttorp 64:1                       | Gravfält                    |              | Svarttorp, Småland  |       | 57.815492, 14.464003 | 10066200640001 | Ladda upp en bild av detta fornminne |
| Svarttorp 65:1                       | Stensättning                |              | Svarttorp, Småland  |       | 57.815825, 14.467597 | 10066200650001 | Ladda upp en bild av detta fornminne |
| Svarttorp 65:2                       | Stensättning                |              | Svarttorp, Småland  |       | 57.815713, 14.467481 | 10066200650002 | Ladda upp en bild av detta fornminne |
| Svarttorp 66:1                       | Gravfält                    |              | Svarttorp, Småland  |       | 57.814198, 14.469980 | 10066200660001 | Ladda upp en bild av detta fornminne |
| Svarttorp 67:1                       | Stensättning                |              | Svarttorp, Småland  |       | 57.812772, 14.469473 | 10066200670001 | Ladda upp en bild av detta fornminne |
| Svarttorp 68:1                       | Röse                        |              | Svarttorp, Småland  |       | 57.826527, 14.416673 | 10066200680001 | Ladda upp en bild av detta fornminne |
| Lustigkulle (Svarttorp 69:1)         | Gravfält                    |              | Svarttorp, Småland  |       | 57.823199, 14.414535 | 10066200690001 | Ladda upp en bild av detta fornminne |
| Svarttorp 71:1                       | Röse                        |              | Svarttorp, Småland  |       | 57.819508, 14.417115 | 10066200710001 | Ladda upp en bild av detta fornminne |
| Svarttorp 73:1                       | Stensättning                |              | Svarttorp, Småland  |       | 57.812642, 14.410580 | 10066200730001 | Ladda upp en bild av detta fornminne |
| Svarttorp 76:1                       | Gravfält                    |              | Svarttorp, Småland  |       | 57.795223, 14.461033 | 10066200760001 | Ladda upp en bild av detta fornminne |
| Svarttorp 79:1                       | Stensättning                |              | Svarttorp, Småland  |       | 57.788502, 14.461186 | 10066200790001 | Ladda upp en bild av detta fornminne |
| Svarttorp 80:1                       | Stensättning                |              | Svarttorp, Småland  |       | 57.788075, 14.460327 | 10066200800001 | Ladda upp en bild av detta fornminne |
| Svarttorp 80:2                       | Stensättning                |              | Svarttorp, Småland  |       | 57.787928, 14.461131 | 10066200800002 | Ladda upp en bild av detta fornminne |
| Svarttorp 80:3                       | Grav markerad av sten/block |              | Svarttorp, Småland  |       | 57.787868, 14.461654 | 10066200800003 | Ladda upp en bild av detta fornminne |
| Stora rör (Svarttorp 82:1)           | Röse                        |              | Svarttorp, Småland  |       | 57.802150, 14.471892 | 10066200820001 | Ladda upp en bild av detta fornminne |
| Svarttorp 86:2                       | Kyrka/kapell                |              | Svarttorp, Småland  |       | 57.805195, 14.442898 | 10066200860002 | Ladda upp en bild av detta fornminne |
| Svarttorp 87:1                       | Stensättning                |              | Svarttorp, Småland  |       | 57.803858, 14.431540 | 10066200870001 | Ladda upp en bild av detta fornminne |
| Svarttorp 89:1                       | Stensättning                |              | Svarttorp, Småland  |       | 57.794433, 14.446964 | 10066200890001 | Ladda upp en bild av detta fornminne |
| Svarttorp 90:1                       | Stensättning                |              | Svarttorp, Småland  |       | 57.793609, 14.446210 | 10066200900001 | Ladda upp en bild av detta fornminne |
| Svarttorp 91:1                       | Stensättning                |              | Svarttorp, Småland  |       | 57.792261, 14.445473 | 10066200910001 | Ladda upp en bild av detta fornminne |
| Svarttorp 91:2                       | Stensättning                |              | Svarttorp, Småland  |       | 57.791939, 14.446001 | 10066200910002 | Ladda upp en bild av detta fornminne |
| Svarttorp 91:3                       | Stensättning                |              | Svarttorp, Småland  |       | 57.791914, 14.445800 | 10066200910003 | Ladda upp en bild av detta fornminne |
| Svarttorp 92:1                       | Röse                        |              | Svarttorp, Småland  |       | 57.799384, 14.457496 | 10066200920001 | Ladda upp en bild av detta fornminne |
| Svarttorp 93:1                       | Gravfält                    |              | Svarttorp, Småland  |       | 57.798668, 14.457643 | 10066200930001 | Ladda upp en bild av detta fornminne |
| Svarttorp 95:1                       | Stensättning                |              | Svarttorp, Småland  |       | 57.796593, 14.458312 | 10066200950001 | Ladda upp en bild av detta fornminne |
| Svarttorp 97:1                       | Röse                        |              | Svarttorp, Småland  |       | 57.789179, 14.459984 | 10066200970001 | Ladda upp en bild av detta fornminne |
| Svarttorp 98:1                       | Stensättning                |              | Svarttorp, Småland  |       | 57.791619, 14.457751 | 10066200980001 | Ladda upp en bild av detta fornminne |
| Svarttorp 99:1                       | Stensättning                |              | Svarttorp, Småland  |       | 57.791937, 14.456362 | 10066200990001 | Ladda upp en bild av detta fornminne |
| Svarttorp 99:2                       | Stensättning                |              | Svarttorp, Småland  |       | 57.792422, 14.456465 | 10066200990002 | Ladda upp en bild av detta fornminne |
| Svarttorp 99:3                       | Stensättning                |              | Svarttorp, Småland  |       | 57.792321, 14.456908 | 10066200990003 | Ladda upp en bild av detta fornminne |
| Svarttorp 99:4                       | Stensättning                |              | Svarttorp, Småland  |       | 57.792604, 14.457201 | 10066200990004 | Ladda upp en bild av detta fornminne |
| Svarttorp 101:1                      | Stensättning                |              | Svarttorp, Småland  |       | 57.797851, 14.457624 | 10066201010001 | Ladda upp en bild av detta fornminne |
| Svarttorp 101:2                      | Stensättning                |              | Svarttorp, Småland  |       | 57.798124, 14.457496 | 10066201010002 | Ladda upp en bild av detta fornminne |
| Svarttorp 101:3                      | Stensättning                |              | Svarttorp, Småland  |       | 57.797596, 14.458055 | 10066201010003 | Ladda upp en bild av detta fornminne |
| Svarttorp 122:1                      | Stensättning                |              | Svarttorp, Småland  |       | 57.806247, 14.428817 | 10066201220001 | Ladda upp en bild av detta fornminne |
| Svarttorp 122:2                      | Stensättning                |              | Svarttorp, Småland  |       | 57.806126, 14.428838 | 10066201220002 | Ladda upp en bild av detta fornminne |
| Svarttorp 282                        | Röse                        |              | Svarttorp, Småland  |       | 57.825226, 14.426264 | 12000000133255 | Ladda upp en bild av detta fornminne |

## Visingsö
| Namn                                 | Lämningstyp                 | Tillkomsttid | Historisk indelning | Plats | Läge                 | ID-nr          | Bild                                      |
| ------------------------------------ | --------------------------- | ------------ | ------------------- | ----- | -------------------- | -------------- | ----------------------------------------- |
| Slättehög (Visingsö 4:1)             | Stensättning                |              | Visingsö, Småland   |       | 58.059832, 14.353619 | 10068000040001 | Ladda upp en bild av detta fornminne      |
| Visingsö 5:1                         | Stenkrets                   |              | Visingsö, Småland   |       | 58.059608, 14.370945 | 10068000050001 | Ladda upp en bild av detta fornminne      |
| Visingsö 5:2                         | Stenkrets                   |              | Visingsö, Småland   |       | 58.059407, 14.370839 | 10068000050002 | Ladda upp en bild av detta fornminne      |
| Visingsö 5:3                         | Stenkrets                   |              | Visingsö, Småland   |       | 58.059302, 14.371300 | 10068000050003 | Ladda upp en bild av detta fornminne      |
| Visingsö 10:1                        | Hög                         |              | Visingsö, Småland   |       | 58.052723, 14.343353 | 10068000100001 | Ladda upp en bild av detta fornminne      |
| Norra Gravfältet (Visingsö 11:101)   | Gravfält                    |              | Visingsö, Småland   |       | 58.054296, 14.347163 | 10068000110101 | Ladda upp en till bild av detta fornminne |
| Norra Gravfältet (Visingsö 11:201)   | Gravfält                    |              | Visingsö, Småland   |       | 58.052896, 14.345426 | 10068000110201 | Ladda upp en bild av detta fornminne      |
| Visingsö 12:1                        | Runristning                 |              | Visingsö, Småland   |       | 58.053475, 14.346552 | 10068000120001 | Ladda upp en bild av detta fornminne      |
| Visingsö 12:2                        | Runristning                 |              | Visingsö, Småland   |       | 58.053475, 14.346549 | 10068000120002 | Ladda upp en bild av detta fornminne      |
| Visingsö 17:1                        | Hög                         |              | Visingsö, Småland   |       | 58.060097, 14.361232 | 10068000170001 | Ladda upp en bild av detta fornminne      |
| Visingsö 17:2                        | Hög                         |              | Visingsö, Småland   |       | 58.060239, 14.361588 | 10068000170002 | Ladda upp en bild av detta fornminne      |
| Visingsö 18:1                        | Hög                         |              | Visingsö, Småland   |       | 58.059799, 14.363719 | 10068000180001 | Ladda upp en bild av detta fornminne      |
| Norra Gravfältet (Visingsö 20:1)     | Gravfält                    |              | Visingsö, Småland   |       | 58.049651, 14.342713 | 10068000200001 | Ladda upp en bild av detta fornminne      |
| Visingsö 23:1                        | Hög                         |              | Visingsö, Småland   |       | 58.069315, 14.362059 | 10068000230001 | Ladda upp en bild av detta fornminne      |
| St Laurentii Kapell (Visingsö 28:1)  | Kyrka/kapell                |              | Visingsö, Småland   |       | 58.043325, 14.348832 | 10068000280001 | Ladda upp en bild av detta fornminne      |
| Mellersta Gravfältet (Visingsö 29:1) | Grav- och boplatsområde     |              | Visingsö, Småland   |       | 58.041245, 14.335010 | 10068000290001 | Ladda upp en bild av detta fornminne      |
| Visingsö 31:1                        | Hög                         |              | Visingsö, Småland   |       | 58.044481, 14.343764 | 10068000310001 | Ladda upp en bild av detta fornminne      |
| Visingsö 32:1                        | Stensättning                |              | Visingsö, Småland   |       | 58.043981, 14.348785 | 10068000320001 | Ladda upp en bild av detta fornminne      |
| Visingsborg (Visingsö 37:1)          | Slott/herresäte             |              | Visingsö, Småland   |       | 58.035075, 14.352069 | 10068000370001 | Ladda upp en till bild av detta fornminne |
| Rysskyrkogården (Visingsö 41:1)      | Begravningsplats            |              | Visingsö, Småland   |       | 58.039320, 14.329982 | 10068000410001 | Ladda upp en till bild av detta fornminne |
| Säldehög (Visingsö 42:1)             | Hög                         |              | Visingsö, Småland   |       | 58.035869, 14.329432 | 10068000420001 | Ladda upp en bild av detta fornminne      |
| Visingsö 43:1                        | Gravfält                    |              | Visingsö, Småland   |       | 58.038743, 14.332037 | 10068000430001 | Ladda upp en bild av detta fornminne      |
| Visingsö 44:1                        | Grav markerad av sten/block |              | Visingsö, Småland   |       | 58.030649, 14.325327 | 10068000440001 | Ladda upp en bild av detta fornminne      |
| Visingsö 44:2                        | Grav markerad av sten/block |              | Visingsö, Småland   |       | 58.030649, 14.325327 | 10068000440002 | Ladda upp en bild av detta fornminne      |
| Visingsö 44:3                        | Grav markerad av sten/block |              | Visingsö, Småland   |       | 58.030649, 14.325316 | 10068000440003 | Ladda upp en bild av detta fornminne      |
| Visingsö 44:4                        | Grav markerad av sten/block |              | Visingsö, Småland   |       | 58.030653, 14.325131 | 10068000440004 | Ladda upp en bild av detta fornminne      |
| Visingsö 45:1                        | Grav markerad av sten/block |              | Visingsö, Småland   |       | 58.030505, 14.325250 | 10068000450001 | Ladda upp en bild av detta fornminne      |
| Visingsö 45:2                        | Grav markerad av sten/block |              | Visingsö, Småland   |       | 58.030362, 14.325159 | 10068000450002 | Ladda upp en bild av detta fornminne      |
| Visingsö 46:1                        | Grav markerad av sten/block |              | Visingsö, Småland   |       | 58.029869, 14.324910 | 10068000460001 | Ladda upp en bild av detta fornminne      |
| Visingsö 46:2                        | Grav markerad av sten/block |              | Visingsö, Småland   |       | 58.029879, 14.324638 | 10068000460002 | Ladda upp en bild av detta fornminne      |
| Visingsö 47:1                        | Hög                         |              | Visingsö, Småland   |       | 58.029288, 14.323747 | 10068000470001 | Ladda upp en bild av detta fornminne      |
| Visingsö 47:2                        | Hög                         |              | Visingsö, Småland   |       | 58.029217, 14.323261 | 10068000470002 | Ladda upp en bild av detta fornminne      |
| Visingsö 47:3                        | Grav markerad av sten/block |              | Visingsö, Småland   |       | 58.029559, 14.323644 | 10068000470003 | Ladda upp en bild av detta fornminne      |
| Visingsö 48:1                        | Stenkammargrav              |              | Visingsö, Småland   |       | 58.028921, 14.322776 | 10068000480001 | Ladda upp en bild av detta fornminne      |
| Södra gravfältet (Visingsö 53:101)   | Gravfält                    |              | Visingsö, Småland   |       | 58.021457, 14.317760 | 10068000530101 | Ladda upp en till bild av detta fornminne |
| Visingsö 53:201                      | Stensättning                |              | Visingsö, Småland   |       | 58.022794, 14.317764 | 10068000530201 | Ladda upp en bild av detta fornminne      |
| Södra Gravfältet (Visingsö 53:301)   | Gravfält                    |              | Visingsö, Småland   |       | 58.022055, 14.317335 | 10068000530301 | Ladda upp en bild av detta fornminne      |
| Visingsö 55:1                        | Stensättning                |              | Visingsö, Småland   |       | 58.019620, 14.317006 | 10068000550001 | Ladda upp en bild av detta fornminne      |
| Visingsö 56:1                        | Hög                         |              | Visingsö, Småland   |       | 58.019006, 14.316987 | 10068000560001 | Ladda upp en bild av detta fornminne      |
| Visingsö 57:1                        | Hög                         |              | Visingsö, Småland   |       | 58.019214, 14.315507 | 10068000570001 | Ladda upp en bild av detta fornminne      |
| Visingsö 58:1                        | Stensättning                |              | Visingsö, Småland   |       | 58.020537, 14.324898 | 10068000580001 | Ladda upp en bild av detta fornminne      |
| Visingsö 60:1                        | Hög                         |              | Visingsö, Småland   |       | 58.019798, 14.319381 | 10068000600001 | Ladda upp en bild av detta fornminne      |
| Visingsö 61:1                        | Hög                         |              | Visingsö, Småland   |       | 58.018189, 14.315745 | 10068000610001 | Ladda upp en bild av detta fornminne      |
| Visingsö 62:1                        | Hög                         |              | Visingsö, Småland   |       | 58.017255, 14.324630 | 10068000620001 | Ladda upp en bild av detta fornminne      |
| Visingsö 63:1                        | Hög                         |              | Visingsö, Småland   |       | 58.017452, 14.322120 | 10068000630001 | Ladda upp en bild av detta fornminne      |
| Visingsö 64:1                        | Hög                         |              | Visingsö, Småland   |       | 58.015458, 14.316852 | 10068000640001 | Ladda upp en bild av detta fornminne      |
| Visingsö 65:1                        | Hög                         |              | Visingsö, Småland   |       | 58.007153, 14.306870 | 10068000650001 | Ladda upp en bild av detta fornminne      |
| Visingsö 67:1                        | Hög                         |              | Visingsö, Småland   |       | 58.006287, 14.305375 | 10068000670001 | Ladda upp en bild av detta fornminne      |
| Visingsö 67:2                        | Hög                         |              | Visingsö, Småland   |       | 58.006178, 14.305973 | 10068000670002 | Ladda upp en bild av detta fornminne      |
| Visingsö 70:1                        | Hög                         |              | Visingsö, Småland   |       | 58.002676, 14.299298 | 10068000700001 | Ladda upp en bild av detta fornminne      |
| Visingsö 71:1                        | Hög                         |              | Visingsö, Småland   |       | 58.002011, 14.298519 | 10068000710001 | Ladda upp en bild av detta fornminne      |
| Näs slottsruin (Visingsö 72:1)       | Slott/herresäte             |              | Visingsö, Småland   |       | 57.998082, 14.291097 | 10068000720001 | Ladda upp en till bild av detta fornminne |
| Näs slottsruin (Visingsö 72:2)       | Minnesmärke                 |              | Visingsö, Småland   |       | 57.998141, 14.291132 | 10068000720002 | Ladda upp en bild av detta fornminne      |
| Visingsö 82:1                        | Grav markerad av sten/block |              | Visingsö, Småland   |       | 58.043134, 14.348923 | 10068000820001 | Ladda upp en bild av detta fornminne      |
| Visingsö 121:1                       | Hög                         |              | Visingsö, Småland   |       | 58.053423, 14.346820 | 10068001210001 | Ladda upp en bild av detta fornminne      |
| Visingsö 121:2                       | Hög                         |              | Visingsö, Småland   |       | 58.053341, 14.347239 | 10068001210002 | Ladda upp en bild av detta fornminne      |
| Visingsö 121:3                       | Hög                         |              | Visingsö, Småland   |       | 58.053342, 14.347521 | 10068001210003 | Ladda upp en bild av detta fornminne      |
| Visingsö 128:1                       | Runristning                 |              | Visingsö, Småland   |       | 58.045595, 14.337395 | 10068001280001 | Ladda upp en bild av detta fornminne      |

## Ödestugu
Se Lista över fornlämningar i Jönköpings kommun (Ödestugu)

## Öggestorp
| Namn                           | Lämningstyp                 | Tillkomsttid | Historisk indelning | Plats | Läge                 | ID-nr          | Bild                                 |
| ------------------------------ | --------------------------- | ------------ | ------------------- | ----- | -------------------- | -------------- | ------------------------------------ |
| Öggestorp 3:1                  | Stensättning                |              | Öggestorp, Småland  |       | 57.717877, 14.369191 | 10068900030001 | Ladda upp en bild av detta fornminne |
| Öggestorp 4:1                  | Stensättning                |              | Öggestorp, Småland  |       | 57.730144, 14.356975 | 10068900040001 | Ladda upp en bild av detta fornminne |
| Öggestorp 5:1                  | Stensättning                |              | Öggestorp, Småland  |       | 57.709646, 14.365622 | 10068900050001 | Ladda upp en bild av detta fornminne |
| Öggestorp 5:2                  | Stensättning                |              | Öggestorp, Småland  |       | 57.709653, 14.365866 | 10068900050002 | Ladda upp en bild av detta fornminne |
| Öggestorp 6:1                  | Röse                        |              | Öggestorp, Småland  |       | 57.717174, 14.369699 | 10068900060001 | Ladda upp en bild av detta fornminne |
| Öggestorp 7:1                  | Stenkrets                   |              | Öggestorp, Småland  |       | 57.711049, 14.363999 | 10068900070001 | Ladda upp en bild av detta fornminne |
| Öggestorp 7:2                  | Stensättning                |              | Öggestorp, Småland  |       | 57.711051, 14.363772 | 10068900070002 | Ladda upp en bild av detta fornminne |
| Öggestorp 8:1                  | Röse                        |              | Öggestorp, Småland  |       | 57.710091, 14.365041 | 10068900080001 | Ladda upp en bild av detta fornminne |
| Öggestorp 10:1                 | Gravfält                    |              | Öggestorp, Småland  |       | 57.708313, 14.361410 | 10068900100001 | Ladda upp en bild av detta fornminne |
| Öggestorp 11:1                 | Stensättning                |              | Öggestorp, Småland  |       | 57.709863, 14.369730 | 10068900110001 | Ladda upp en bild av detta fornminne |
| Öggestorp 12:1                 | Röse                        |              | Öggestorp, Småland  |       | 57.714843, 14.373866 | 10068900120001 | Ladda upp en bild av detta fornminne |
| Öggestorp 13:1                 | Hög                         |              | Öggestorp, Småland  |       | 57.716123, 14.376088 | 10068900130001 | Ladda upp en bild av detta fornminne |
| Öggestorp 15:1                 | Stensättning                |              | Öggestorp, Småland  |       | 57.729358, 14.391300 | 10068900150001 | Ladda upp en bild av detta fornminne |
| Öggestorp 19:1                 | Stensättning                |              | Öggestorp, Småland  |       | 57.730051, 14.391931 | 10068900190001 | Ladda upp en bild av detta fornminne |
| Kungastenarna (Öggestorp 20:1) | Stenkrets                   |              | Öggestorp, Småland  |       | 57.737882, 14.411123 | 10068900200001 | Ladda upp en bild av detta fornminne |
| Öggestorp 22:1                 | Gravfält                    |              | Öggestorp, Småland  |       | 57.720999, 14.384486 | 10068900220001 | Ladda upp en bild av detta fornminne |
| Öggestorp 26:1                 | Grav markerad av sten/block |              | Öggestorp, Småland  |       | 57.662829, 14.382897 | 10068900260001 | Ladda upp en bild av detta fornminne |
| Öggestorp 27:1                 | Gravfält                    |              | Öggestorp, Småland  |       | 57.720483, 14.382947 | 10068900270001 | Ladda upp en bild av detta fornminne |
| Öggestorp 28:1                 | Stensättning                |              | Öggestorp, Småland  |       | 57.719962, 14.381548 | 10068900280001 | Ladda upp en bild av detta fornminne |
| Öggestorp 30:1                 | Röse                        |              | Öggestorp, Småland  |       | 57.719530, 14.380504 | 10068900300001 | Ladda upp en bild av detta fornminne |
| Öggestorp 30:2                 | Stensättning                |              | Öggestorp, Småland  |       | 57.719796, 14.380174 | 10068900300002 | Ladda upp en bild av detta fornminne |
| Öggestorp 31:1                 | Gravfält                    |              | Öggestorp, Småland  |       | 57.719257, 14.379526 | 10068900310001 | Ladda upp en bild av detta fornminne |
| Öggestorp 32:2                 | Grav markerad av sten/block |              | Öggestorp, Småland  |       | 57.715579, 14.359236 | 10068900320002 | Ladda upp en bild av detta fornminne |
| Öggestorp 33:1                 | Hög                         |              | Öggestorp, Småland  |       | 57.710189, 14.427886 | 10068900330001 | Ladda upp en bild av detta fornminne |
| Öggestorp 34:1                 | Stensättning                |              | Öggestorp, Småland  |       | 57.705292, 14.425585 | 10068900340001 | Ladda upp en bild av detta fornminne |
| Öggestorp 37:1                 | Hög                         |              | Öggestorp, Småland  |       | 57.709561, 14.429692 | 10068900370001 | Ladda upp en bild av detta fornminne |
| Öggestorp 38:1                 | Stensättning                |              | Öggestorp, Småland  |       | 57.711159, 14.427078 | 10068900380001 | Ladda upp en bild av detta fornminne |
| Öggestorp 41:1                 | Gravfält                    |              | Öggestorp, Småland  |       | 57.659358, 14.377067 | 10068900410001 | Ladda upp en bild av detta fornminne |
| Öggestorp 42:1                 | Röse                        |              | Öggestorp, Småland  |       | 57.670708, 14.343628 | 10068900420001 | Ladda upp en bild av detta fornminne |
| Öggestorp 43:1                 | Hög                         |              | Öggestorp, Småland  |       | 57.667961, 14.349078 | 10068900430001 | Ladda upp en bild av detta fornminne |
| Öggestorp 45:1                 | Hög                         |              | Öggestorp, Småland  |       | 57.665965, 14.344184 | 10068900450001 | Ladda upp en bild av detta fornminne |
| Öggestorp 45:2                 | Grav markerad av sten/block |              | Öggestorp, Småland  |       | 57.665852, 14.344173 | 10068900450002 | Ladda upp en bild av detta fornminne |
| Öggestorp 46:1                 | Gravfält                    |              | Öggestorp, Småland  |       | 57.653250, 14.323457 | 10068900460001 | Ladda upp en bild av detta fornminne |
| Hägnen (Öggestorp 47:1)        | Röse                        |              | Öggestorp, Småland  |       | 57.743073, 14.408907 | 10068900470001 | Ladda upp en bild av detta fornminne |
| Öggestorp 48:1                 | Stensättning                |              | Öggestorp, Småland  |       | 57.743111, 14.406959 | 10068900480001 | Ladda upp en bild av detta fornminne |
| Öggestorp 49:1                 | Grav markerad av sten/block |              | Öggestorp, Småland  |       | 57.743287, 14.405318 | 10068900490001 | Ladda upp en bild av detta fornminne |
| Öggestorp 79:1                 | Röse                        |              | Öggestorp, Småland  |       | 57.722594, 14.374278 | 10068900790001 | Ladda upp en bild av detta fornminne |
| Öggestorp 123:1                | Grav markerad av sten/block |              | Öggestorp, Småland  |       | 57.663175, 14.390410 | 10068901230001 | Ladda upp en bild av detta fornminne |
| Öggestorp 145:1                | Stensättning                |              | Öggestorp, Småland  |       | 57.719167, 14.370579 | 10068901450001 | Ladda upp en bild av detta fornminne |
| Öggestorp 150:1                | Stensättning                |              | Öggestorp, Småland  |       | 57.717171, 14.399853 | 10068901500001 | Ladda upp en bild av detta fornminne |
| Öggestorp 151:1                | Stensättning                |              | Öggestorp, Småland  |       | 57.716664, 14.381856 | 10068901510001 | Ladda upp en bild av detta fornminne |
| Öggestorp 151:2                | Stensättning                |              | Öggestorp, Småland  |       | 57.716557, 14.382065 | 10068901510002 | Ladda upp en bild av detta fornminne |

## Ölmstad
| Namn                     | Lämningstyp    | Tillkomsttid | Historisk indelning | Plats | Läge                 | ID-nr          | Bild                                 |
| ------------------------ | -------------- | ------------ | ------------------- | ----- | -------------------- | -------------- | ------------------------------------ |
| Ölmstad 2:1              | Stensättning   |              | Ölmstad, Småland    |       | 57.920963, 14.410073 | 10069100020001 | Ladda upp en bild av detta fornminne |
| Ölmstad 5:1              | Röse           |              | Ölmstad, Småland    |       | 57.921764, 14.396033 | 10069100050001 | Ladda upp en bild av detta fornminne |
| Ölmstad 8:1              | Gravfält       |              | Ölmstad, Småland    |       | 57.929095, 14.412010 | 10069100080001 | Ladda upp en bild av detta fornminne |
| Ölmstad 9:1              | Stensättning   |              | Ölmstad, Småland    |       | 57.935284, 14.426382 | 10069100090001 | Ladda upp en bild av detta fornminne |
| Kyrkröset (Ölmstad 10:1) | Gravfält       |              | Ölmstad, Småland    |       | 57.925300, 14.405824 | 10069100100001 | Ladda upp en bild av detta fornminne |
| Ölmstad 11:1             | Gravfält       |              | Ölmstad, Småland    |       | 57.933899, 14.398728 | 10069100110001 | Ladda upp en bild av detta fornminne |
| Ölmstad 13:1             | Röse           |              | Ölmstad, Småland    |       | 57.935339, 14.396974 | 10069100130001 | Ladda upp en bild av detta fornminne |
| Ölmstad 13:2             | Stensättning   |              | Ölmstad, Småland    |       | 57.935456, 14.396974 | 10069100130002 | Ladda upp en bild av detta fornminne |
| Ölmstad 13:3             | Stensättning   |              | Ölmstad, Småland    |       | 57.935605, 14.396953 | 10069100130003 | Ladda upp en bild av detta fornminne |
| Ölmstad 13:4             | Stensättning   |              | Ölmstad, Småland    |       | 57.935733, 14.396976 | 10069100130004 | Ladda upp en bild av detta fornminne |
| Ölmstad 14:1             | Gravfält       |              | Ölmstad, Småland    |       | 57.971868, 14.426181 | 10069100140001 | Ladda upp en bild av detta fornminne |
| Ölmstad 15:1             | Stensättning   |              | Ölmstad, Småland    |       | 57.972592, 14.423776 | 10069100150001 | Ladda upp en bild av detta fornminne |
| Ölmstad 16:1             | Röse           |              | Ölmstad, Småland    |       | 57.934388, 14.416271 | 10069100160001 | Ladda upp en bild av detta fornminne |
| Ölmstad 16:2             | Stensättning   |              | Ölmstad, Småland    |       | 57.934154, 14.416118 | 10069100160002 | Ladda upp en bild av detta fornminne |
| Ölmstad 16:3             | Stensättning   |              | Ölmstad, Småland    |       | 57.934067, 14.416121 | 10069100160003 | Ladda upp en bild av detta fornminne |
| Ölmstad 16:4             | Stensättning   |              | Ölmstad, Småland    |       | 57.933998, 14.416091 | 10069100160004 | Ladda upp en bild av detta fornminne |
| Ölmstad 22:1             | Stensättning   |              | Ölmstad, Småland    |       | 57.935066, 14.417999 | 10069100220001 | Ladda upp en bild av detta fornminne |
| Ölmstad 27:1             | Stenkammargrav |              | Ölmstad, Småland    |       | 57.962317, 14.415415 | 10069100270001 | Ladda upp en bild av detta fornminne |
| Ölmstad 40:1             | Stensättning   |              | Ölmstad, Småland    |       | 57.918083, 14.413378 | 10069100400001 | Ladda upp en bild av detta fornminne |
| Ölmstad 41:1             | Stensättning   |              | Ölmstad, Småland    |       | 57.918617, 14.414332 | 10069100410001 | Ladda upp en bild av detta fornminne |
| Ölmstad 42:1             | Gravfält       |              | Ölmstad, Småland    |       | 57.917033, 14.417224 | 10069100420001 | Ladda upp en bild av detta fornminne |
| Ölmstad 65:1             | Stensättning   |              | Ölmstad, Småland    |       | 57.922484, 14.399923 | 10069100650001 | Ladda upp en bild av detta fornminne |
| Ölmstad 66:1             | Stensättning   |              | Ölmstad, Småland    |       | 57.921116, 14.400550 | 10069100660001 | Ladda upp en bild av detta fornminne |
| Ölmstad 66:3             | Stensättning   |              | Ölmstad, Småland    |       | 57.920952, 14.400711 | 10069100660003 | Ladda upp en bild av detta fornminne |
| Ölmstad 66:4             | Stensättning   |              | Ölmstad, Småland    |       | 57.920647, 14.400578 | 10069100660004 | Ladda upp en bild av detta fornminne |
| Ölmstad 70:1             | Stensättning   |              | Ölmstad, Småland    |       | 57.933444, 14.416241 | 10069100700001 | Ladda upp en bild av detta fornminne |
| Ölmstad 97:1             | Stensättning   |              | Ölmstad, Småland    |       | 57.936066, 14.407455 | 10069100970001 | Ladda upp en bild av detta fornminne |